# Museu Americà d'Història Natural
El Museu Americà d'Història Natural (oficialment i en anglès, American Museum of Natural History) és un museu d'història natural situat en l'oest superior de Manhattan, Nova York, EUA, entre el carrer 79 i Central Park, cap a l'oest.
Tot el complex museístic consta de 20 edificis interconnectats que allotgen 45 sales d'exposicions permanents, a més d'un planetari i una biblioteca que ocupa un total de més de 232.258 m2. Les col·leccions del museu contenen uns 35 milions d'exemplars de plantes, animals, fongs, fòssils, minerals, roques, meteorits, restes humanes i objectes culturals, així com col·leccions especialitzades per a teixits congelats i dades genòmiques i astrofísiques, dels quals només es pot mostrar una petita fracció en un moment donat. Actualment és una organització privada sense ànim de lucre (anomenada als EUA 501(c)(3) organization) que compta amb un personal científic a temps complet de 175 persones, patrocina més de 120 expedicions de camp cada any, i fa una mitjana d'unes cinc milions de visites anuals.
Fou fundat el 1869 sota la divisa: "La nostra missió: descobrir, interpretar i difondre, mitjançant la investigació i l'educació científiques, el coneixement sobre les cultures humanes, el món natural i l'univers."

## Història

### Primeres passes
El naturalista Albert S. Bickmore va idear la creació d'un Museu Americà d'Història Natural el 1861. En aquell moment estudiava al Museu de Zoologia Comparada de Louis Agassiz a Cambridge, Massachusetts. Observant que molts museus europeus d'història natural es trobaven a ciutats poblades, Bickmore va escriure que: "Ara Nova York és la nostra ciutat de més riquesa i, per tant, probablement la millor ubicació per al futur museu d'història natural de tota la nostra terra". Bickmore va pressionar perquè s'establís d'un museu d'història natural a la ciutat de Nova York. Al final de la Guerra Civil dels Estats Units, Bickmore va demanar a nombrosos novaiorquesos destacats, com el filantrop William E. Dodge Jr., que patrocinassin el seu museu. Encara que el mateix Dodge no va poder finançar el museu en aquell moment, va presentar el naturalista a Theodore Roosevelt Sr., el pare del futur president dels Estats Units d'Amèrica, Theodore Roosevelt.
Les demandes per a la creació d'un museu d'història natural van augmentar després que el Museu Americà de Barnum es va cremar el 1868. Divuit destacats novaiorquesos van escriure una carta a la Comissió de Central Park el mateix desembre, sol·licitant la creació d'un museu d'història natural a Central Park. El membre de la comissió, Andrew Haswell Green, va indicar el seu suport al projecte el gener de 1869. El mes següent, Bickmore i l'advocat Joseph Hodges Choate van redactar una carta de concessió pel museu, que el consell d'administració va aprovar sense cap canvi. Va ser en aquesta carta on es va utilitzar per primera vegada el nom de Museu Americà d'Història Natural. Bickmore va dir que volia que el nom del museu reflectís l'"expectativa que el nostre museu finalment es convertirà en la institució líder d'aquest tipus al nostre país", de manera similar al Museu Britànic. Abans d'establir el museu, Bickmore necessitava obtenir l'aprovació de William M. Tweed, líder de la poderosa organització política Tammany Hall. La legislació per establir el Museu Americà d'Història Natural havia de ser signada per John Thompson Hoffman, governador de Nova York, soci de Tweed.

### Creació i edifici propi
Hoffman va signar la legislació que creava el museu el 6 d'abril de 1869, amb John David Wolfe com a primer president. Posteriorment, el president del comitè executiu de l'AMNH va preguntar a Green si el museu podia utilitzar les dues plantes superiors de l'edifici de l'Arsenal a Central Park, i Green va aprovar la sol·licitud el gener de 1870. Els exemplars d'insectes es van col·locar al nivell inferior de l'edifici, mentre que roques, fòssils, mamífers, ocells, peixos i rèptils es van col·locar al nivell superior. El museu va obrir les portes el 22 de maig de 1871. L'AMNH es va anar popularitzant ràpidament, ja que va tenir 856.773 visitants només durant els primers nou mesos de 1876, més del que el Museu Britànic havia registrat durant tot l'any 1874.
Mentrestant, els administradors de l'AMNH havien identificat Manhattan Square (limitada per Eighth Avenue/Central Park West, 81st Street, Ninth Avenue/Columbus Avenue i 77th Street) com un lloc per a instal·lar-hi un nou edifici. Diversos novaiorquesos destacats havien recaptat 500.000 dòlars per finançar la construcció d'aquest nou edifici. La comissió del parc també va recaptar 200.000 dòlars més per al fons de construcció.[27] Nombrosos dignataris i funcionaris, incloent-hi el president dels Estats Units, Ulysses S. Grant, varen assistir a la cerimònia de col·locació de la primera pedra del nou edifici pel museu el 3 de juny de 1874.
El nou edifici de l'AMNH es va inaugurar el 22 de desembre de 1877, amb una cerimònia a la qual va assistir el president dels Estats Units, Rutherford B. Hayes. Les antigues exposicions van ser retirades de l'edifici de l'Arsenal el 1878, i l'any seguent el museu ja havia saldat els deutes de la cosntrucció del nou edifici.

### Segle XIX

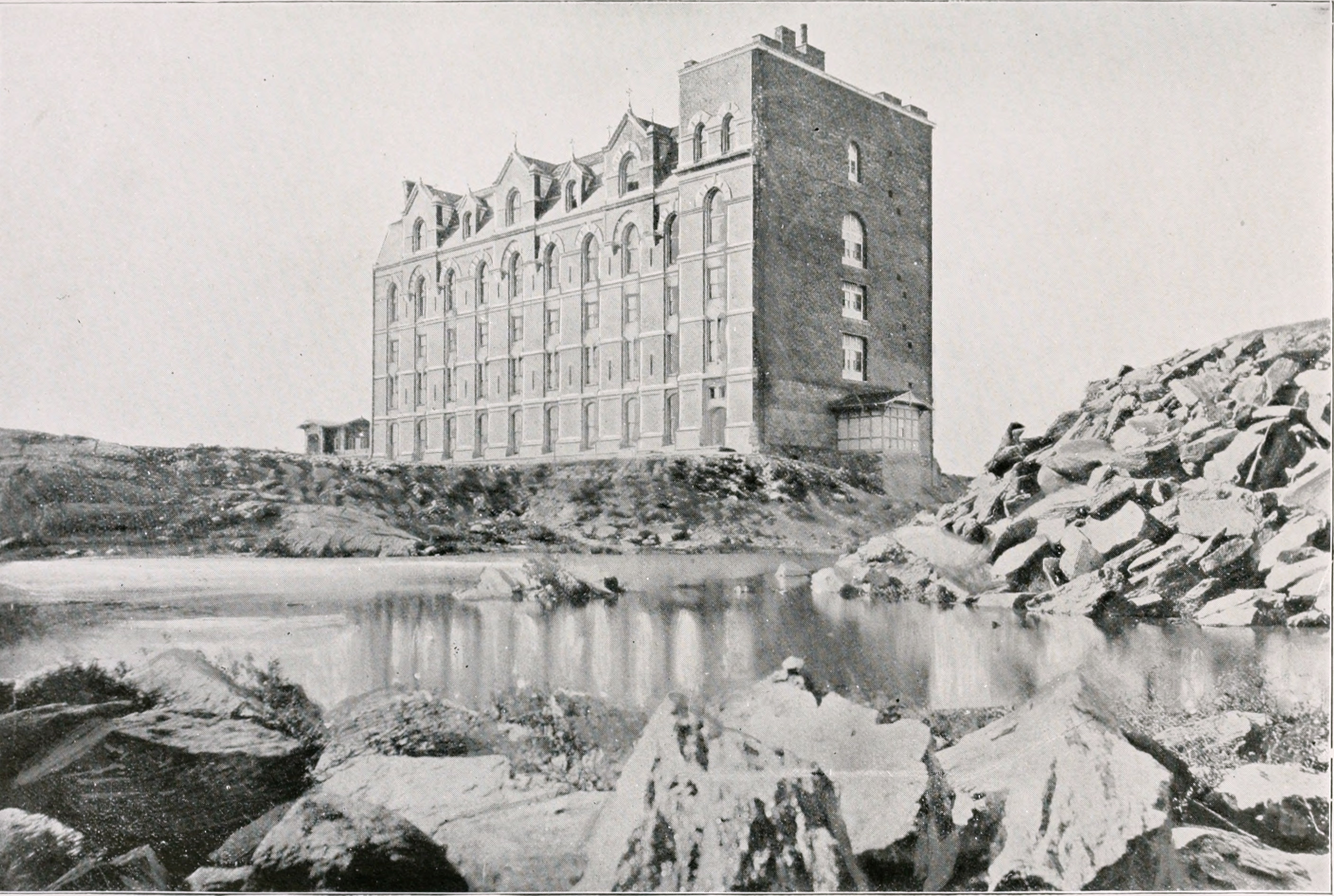
Imatge al The American Museum journal (c1900-(1918)).

Originàriament s'accedia a l'AMNH per un pont provisional que travessava una séquia, i que es tancava els diumenges. Els administradors del museu van votar el maig de 1881 per arreglar els accessos des de Central Park. Les obres van començar aquell mateix any i els canvis en el paisatge estaven gairebé complets a mitjans de 1882. Arribats en aquest punt, l'edifici de Manhattan Square i el de l'Arsenal ja no podien allotjar cap més objecte, i les instal·lacions existents, com la sala de conferències de 100 seients, eren insuficients per atendre la demanda. Tot i així, les col·leccions del museu van continuar creixent durant la dècada de 1880 i acollint conferències al llarg del segle xix. El museu estava obert al públic en general de dimecres a dissabte, mentre que obria exclusivament pels socis els dilluns i els dimarts. La direcció del museu va discutir la possibilitat d'obrir els diumenges de maig de 1885 però no va arribar a fructificar.
Amb diversos departaments que van haver de sortir de l'edifici original, els legisladors de l'estat de Nova York van presentar projectes de llei per ampliar l'AMNH a principis de 1887. L'enginyer municipal de parcs Montgomery A. Kellogg va rebre l'ordre de preparar els plànols per a l'enjardinament del lloc. El març de 1888, els administradors del museu van aprovar un pavelló d'entrada al centre de l'edifici del carrer 77. L'edifici original va ser reformat durant el 1890, i la biblioteca del museu va ser traslladada a l'ala oest aquell mateix any. Els administradors de l'AMNH van considerar al febrer de 1892 obrir el museu els diumenges, materialitzant-se a partir de l'agost i es va deixar de cobrar l'entrada el juliol anterior. Fins i tot amb la nova ala, encara no hi havia prou espai per allotjar tota la col·lecció del museu pel que la Junta del Central Park va aprovar una nova sala de conferències però aquesta es va ajornar aquell maig a favor d'una ala que s'estengués cap a l'est del carrer 77.
El febrer de 1895 quan l'ala est estava ja gairebé acabada, els administrador de l'AMNH van demanar als legisladors estatals 200.000 dòlars per construir una altra ala que s'estengués cap a l'oest del carrer 77. L'ala est encara estava sent moblada al mes d'agost i la planta baixa es va obrir aquell mateix desembre. Tant els fons com les col·leccions del museu van continuar creixent durant aquests anys, així una sala dedicada als mamífers es va obrir al públic el novembre de 1896. Aquest mateix any, el museu va rebre l'aprovació per allargar l'ala est cap al nord, al llarg de Central Park West, creant una estructura en forma d'L. El director del museu, Morris K. Jesup, també va patrocinar expedicions arreu del món per obtenir objectes per a la col·lecció. A mitjans de 1898, l'ala oest, l'ampliació de l'ala est i una sala de conferències al centre del museu estaven en marxa; tanmateix, el projecte es va anar retardant degut a la manca de finançament per part de la ciutat. Les ales est i oest, juntament amb diverses sales d'exposició, estaven gairebé enllestides a finals de 1899, però la construcció de la sala de conferències continuava endarrerida. Aquell desembre es va obrir una sala dedicada a l'art antic mexicà.

### Segle XX

#### 1900 a 1940

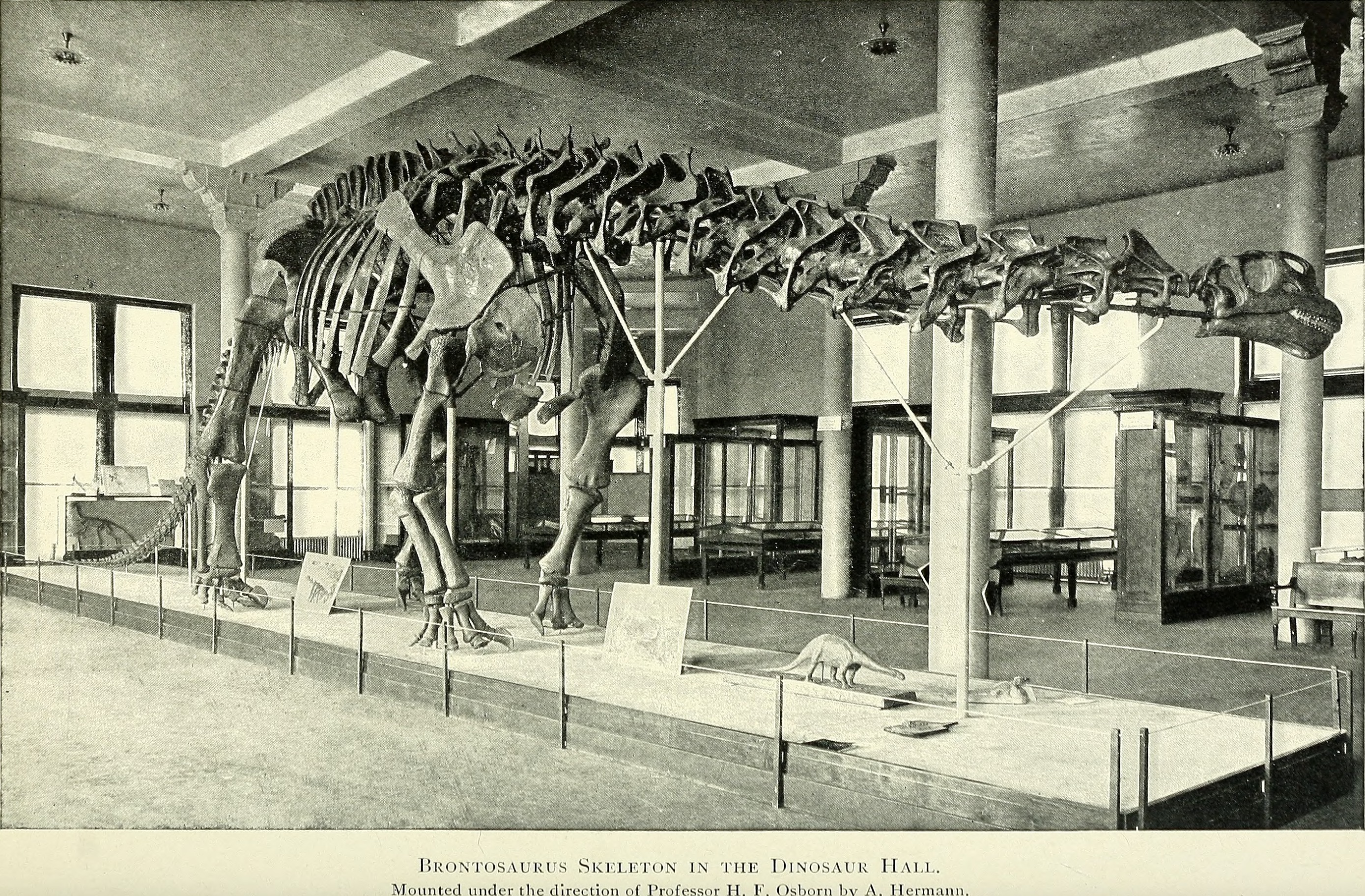
Imatge de l'Informe anual del Museu Americà d'Història Natural de l'any 1901.

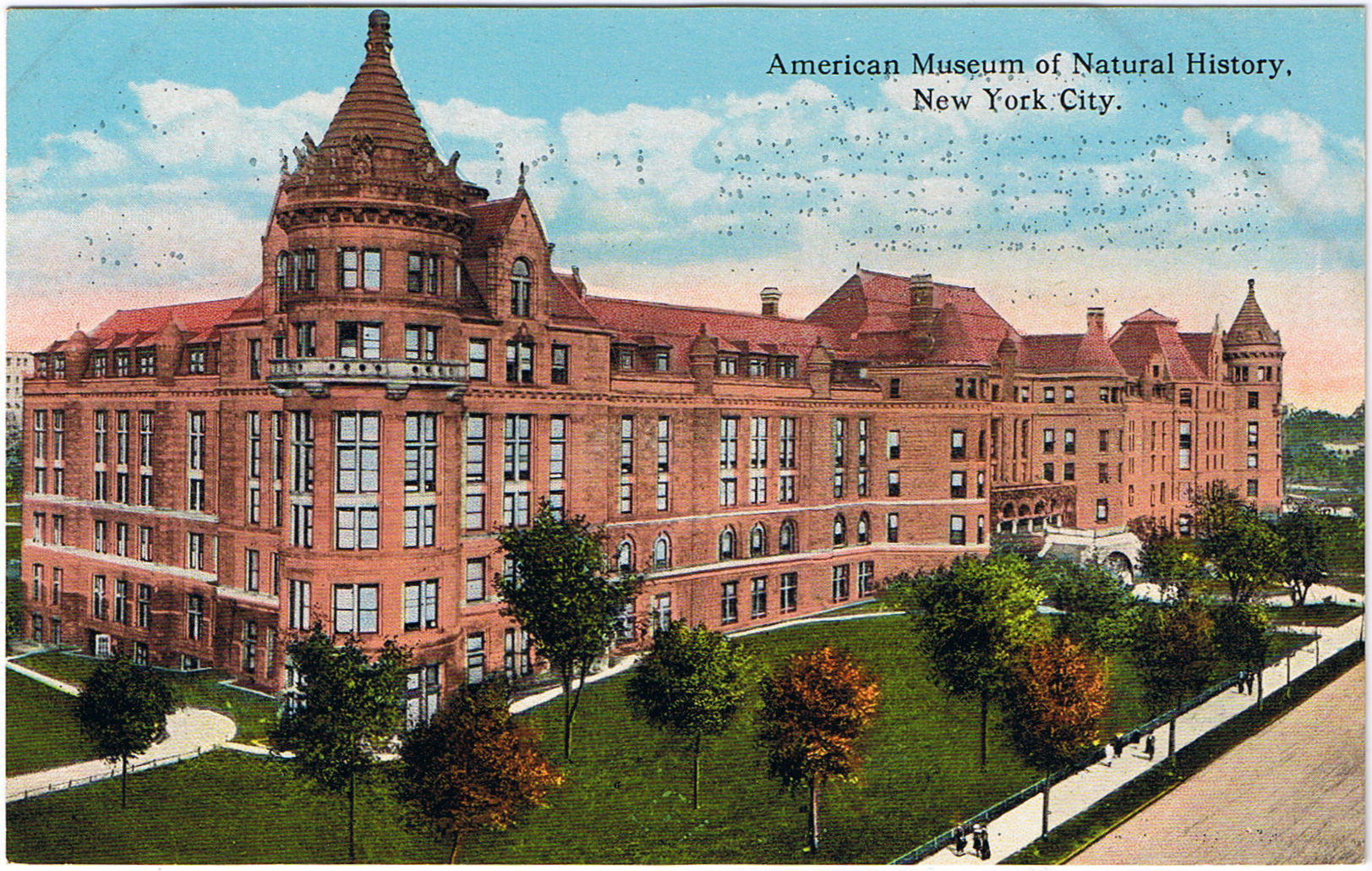
Façana sud del museu i part de la façana oest, a la dècada de 1920.

L'octubre de 1900 es va obrir la sala de conferències del museu amb una capacitat per a 1.350 persones, també les sales natives americanes i mexicanes de l'ala oest. Durant la dècada de 1900, el museu va patrocinar diverses expedicions per fer créixer el seu fons de col·leccions, incloent un viatge a Mèxic, un viatge per recollir fauna del nord-oest del Pacífic, un viatge per col·leccionar art a la Xina i una expedició nacional per recollir roques a les coves. Una d'aquestes expedicions va aportar un esquelet de sauròpod, que va ser la peça central de la sala de dinosaures que es va obrir el febrer de 1905.
A principis de la dècada de 1920, el president del museu, Henry Fairfield Osborn, va planejar una nova entrada que havia de contenir un monument a Theodore Roosevelt. També per aquella època, el govern de l'estat de Nova York va formar una comissió per estudiar la viabilitat d'un memorial a Roosevelt. Després d'una disputa sobre si posar el memorial a la capitat de l'estat, Albany, o a la ciutat de Nova York, el govern de la ciutat de Nova York va oferir un lloc al costat del museu per a la seva consideració. La comissió va rebutjar un disseny d'estil "mausoleu grec convencional" i va optar per dissenyar un arc de triomf i una sala d'estil romà. El 1925, els administradors del museu van organitzar un concurs de disseny arquitectònic, seleccionant l'arquitecte John Russell Pope per dissenyar la sala commemorativa. La construcció va començar el 1929 sent J. Harry McNally el contractista general. El cosí de Roosevelt, Franklin Delano Roosevelt, va dedicar-li el monument el 19 de gener de 1936.

#### 1950 a 1990
Durant la dècada de 1950, el pis superior del museu va ser renovat per convertir-lo en una biblioteca, sent redecorat amb el que Christopher Gray del The New York Times va descriure com "sostres caiguts i els altres insults habituals". L'edifici Childs Frick de deu pisos, que contenia la col·lecció de fòssils, es va afegir al museu a la dècada de 1970.
L'arquitecte Kevin Roche i el seu despatx Roche-Dinkeloo han estat els responsables de la planificació general del museu des de la dècada de 1990. S'hi han realitzat diferents reformes tant a l'interior com a l'exterior, com va ser la renovació de la Sala dels Dinosaures del 1991, el disseny de la biblioteca AMNH de vuit pisos el 1992 o el Centre Rose per a la Terra i l'Espai del museu que es va completar l'any 2000.

### Segle XXI

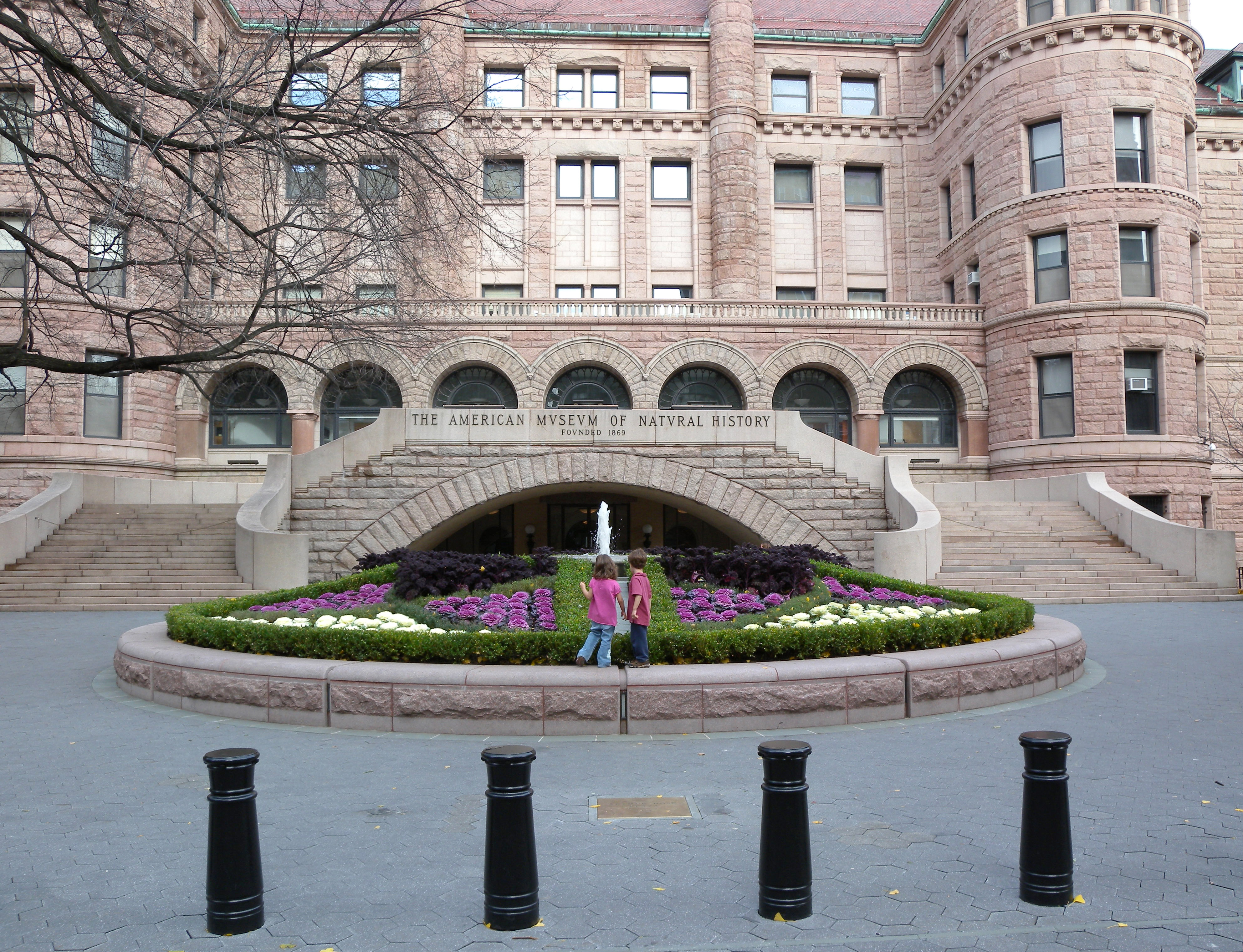
Antiga entrada del carrer 77 d'estil romànic renaixentista.

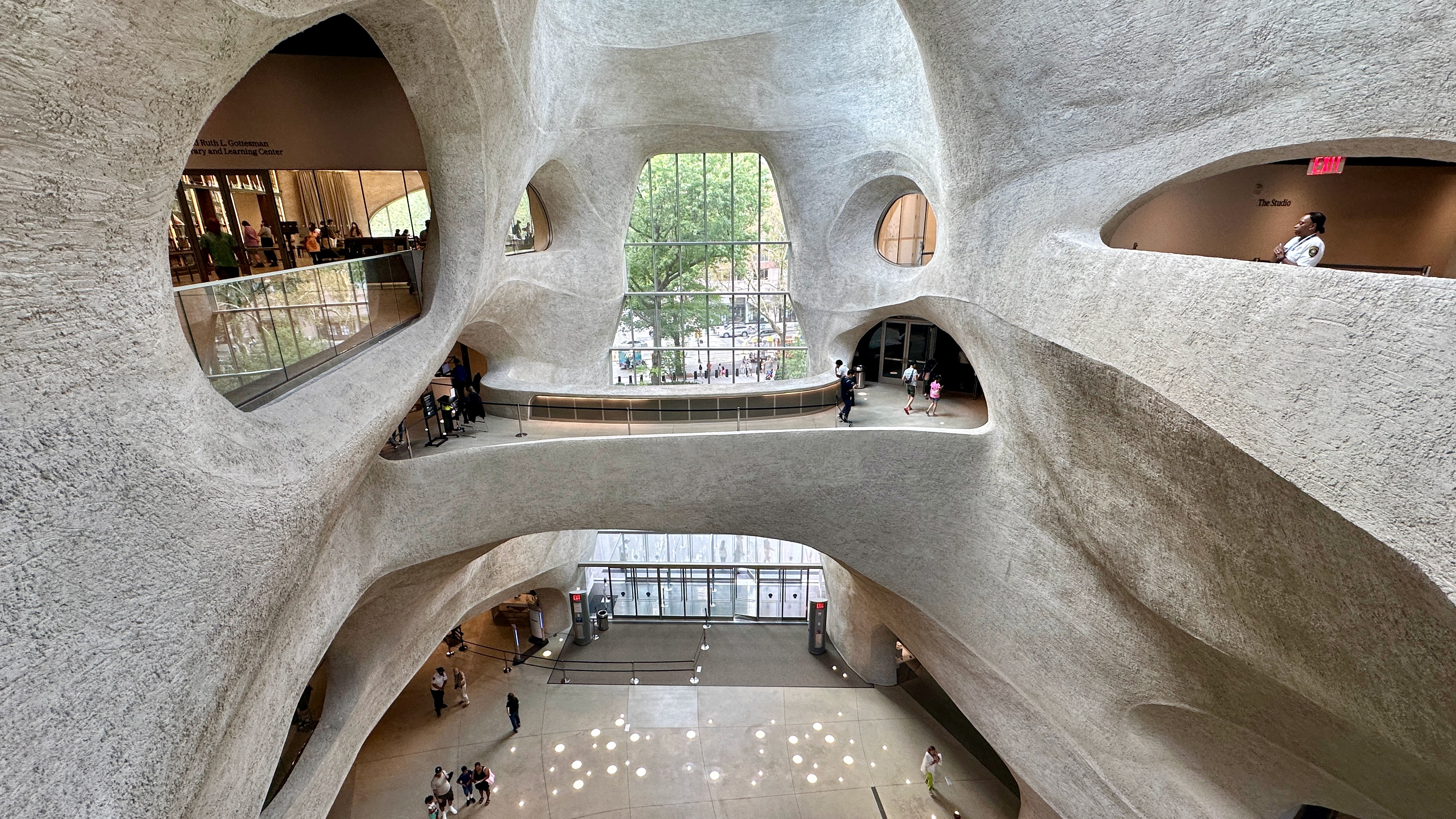
Atri central del Centre Richard Gilder per a la Ciència, l'Educació i la Innovació vist des del nivell superior.

La sala de conferències del museu va ser rebatejada com a Samuel J. and Ethel LeFrak Theatre l'any 2001 després que Samuel J. LeFrak donés 8 milions de dòlars al museu. La façana sud del museu, que abasta el carrer 77 des de Central Park West fins a l'avinguda Columbus, va ser netejada i rehabilitada el 2009. Steven Reichl, portaveu del museu, va dir que el treball inclouria la restauració de 650 marcs de finestres de cirerer negre i reparacions de pedra. El consultor del museu en l'última renovació va ser Wiss, Janney, Elstner Associates, Inc., una empresa d'arquitectura i enginyeria amb seu a Northbrook, Illinois. El museu també va restaurar el mural del Roosevelt Memorial Hall el 2010.
El 2014, el museu va publicar plans per a la construcció de l'annex Centre Richard Gilder per a la Ciència, l'Educació i la Innovació de 18.100 m2 per valor de 325 milions de dòlars, ubicat al costat de l'avinguda Columbus. L'11 d'octubre de 2016, la Comissió de Preservació de Monuments Històrics va aprovar per unanimitat l'ampliació. La construcció del Gilder Center, que s'esperava que s'iniciés l'any vinent després del desenvolupament del disseny i les etapes de la declaració d'impacte ambiental, implicava la demolició de tres edificis construïts entre 1874 i 1935. El museu va presentar plans per a l'ampliació l'agost de 2017, però a causa de l'oposició del veïnat, la construcció no va començar fins al juny de 2019.
El Gilder Center es va obrir el 4 de maig de 2023, i el museu va rebre 1,5 milions de visitants durant els tres mesos següents. A finals de 2023, el museu va anunciar que deixaria d'exposar restes humanes de la seva col·lecció. Però malgrat l'aprovació de l'any 1990 de la "Llei de Protecció i Repatriació de les Tombes dels Nadius Americans" (NAGPRA), fins al 2023, el museu tenia aproximadament 1.900 restes natives americanes que no havien estat repatriades. Després que l'acte fos revisat el gener de 2024, les sales dels Boscos orientals i de les Grans Planes es van tancar perquè el museu hauria necessitat permís per mostrar totes aquestes restes.

## Edifici original

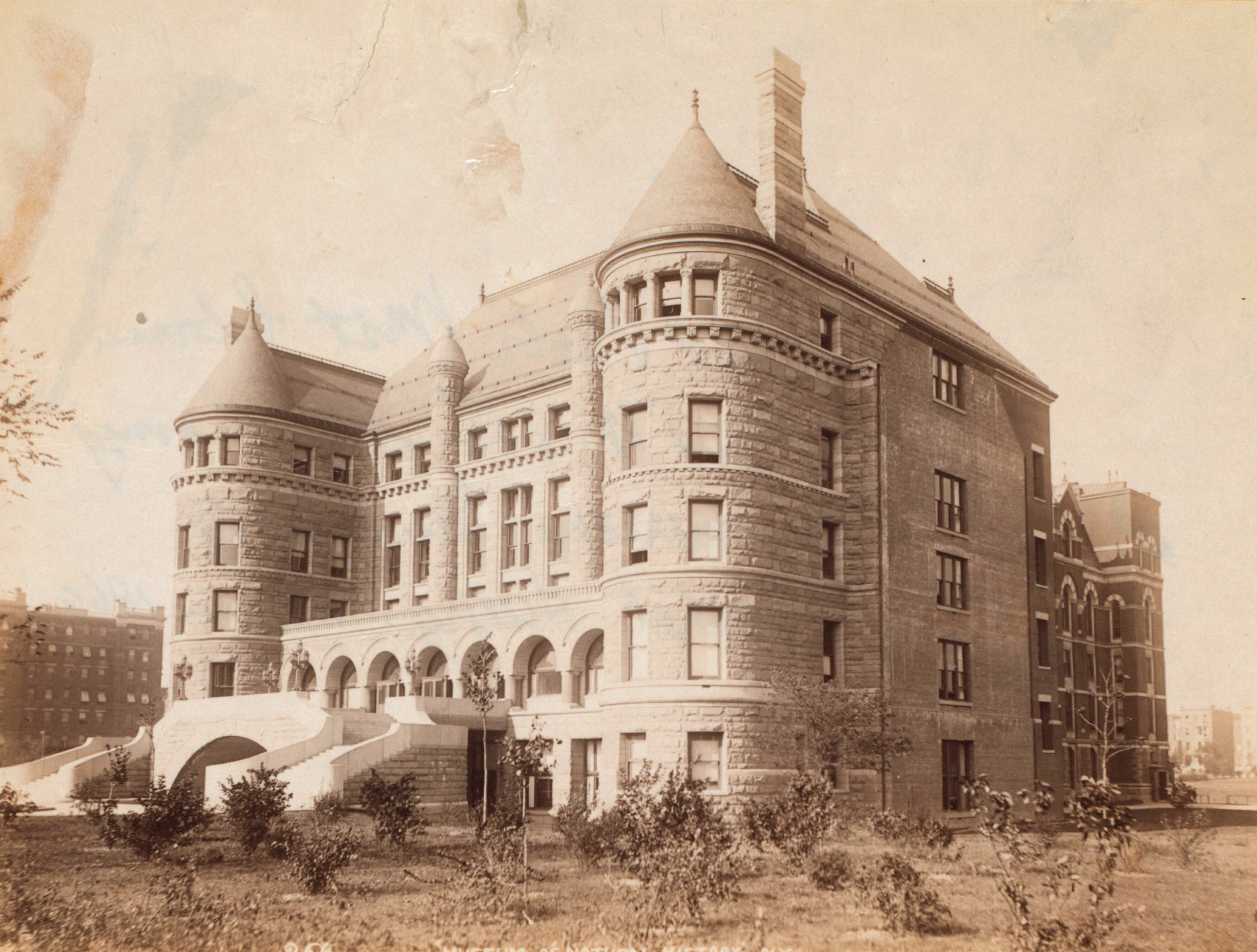
Imatge de la primera façana sud del museu al llarg del carrer 77 oest.

L'edifici original d'estil neogòtic va ser dissenyat pels arquitectes Calvert Vaux i Jacob Wrey Mould, tots dos ja estretament identificats amb l'arquitectura de Central Park. El pla original de Vaux i Mould estava pensat per complementar el Metropolitan Museum of Art al costat oposat de Central Park. L'edifici original, tal com es va construir, tenia la façana del carrer 77 i mesurava 61 m d'alt per 20 m d'ample; comptava amb una galeria de 61 m d'alt i 34 m de llarg. Aquesta galeria contenia un soterrani elevat amb tres pisos d'exposicions, arcs gòtics d'estil venecià i un àtic amb llucanes i un sostre de pissarra. La part posterior de la galeria incloïa dues torres: una que contenia una escalinata i l'altra que contenia les sales dels conservadors. L'estructura original encara existeix, però està oculta a la vista pels nombrosos edificis del complex que avui ocupen la major part de Manhattan Square. El museu segueix sent accessible a través del vestíbul del carrer 77, que des de llavors ha estat rebatejat com a Ellen V. Futter Gallery. El pla director mai es va realitzar completament i el 2015, el museu constava de 25 edificis separats que estaven mal connectats.
L'edifici original va ser aviat eclipsat per les ales est i oest de la façana sud, dissenyades per J. Cleaveland Cady com una estructura d'estil romànic richardsonià de pedra marró que s'estén 210 m al llarg del carrer 77 oest, amb torres cantoneres de 46 m d'alçada. La pedra marró i el granit rosa provenien de les pedreres de l'illa de Picton, Nova York. L'ala sud conté diverses sales que van des dels 18 m × 34 m fins els 9,1 m × 38,1 m. Als extrems de les dues ales hi ha torrellons arrodonits.

## Memorial Theodore Roosevelt

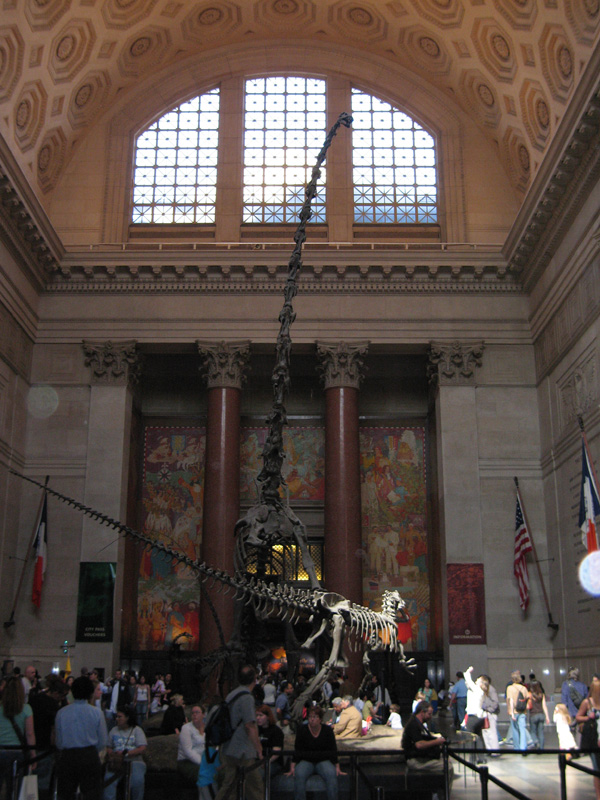
Imatge del Theodore Roosevelt Memorial Hall.

El vestíbul principal de Central Park West es coneix formalment com a New York State Memorial to Theodore Roosevelt. Completat per John Russell Pope el 1936, és un monument d'estil Beaux Arts a gran escala en memòria de l'antic president dels Estats Units Theodore Roosevelt amb unes dimensions de 20 m per 37 m amb un sostre de volta de canó 30 m d'alçada. Originalment se suposava que la sala havia de formar part d'un dels extrems d'un "passeig intermuseum" a través de Central Park, connectant amb el Metropolitan Museum of Art a l'est, però el passeig no es va completar mai.
L'entrada principal al memorial consisteix en un arc de 18 m d'alçada que dona lloc a una sala de granit rosa modelada d'arcs romans. A banda i banda de l'arc hi ha un seguit de nínxols que contenen escultures d'un bisó i d'un ós. Està flanquejat per dos parells de columnes rematades per figures dels exploradors nord-americans John James Audubon, Daniel Boone, Meriwether Lewis i William Clark. Aquestes figures van ser esculpides per James Earle Fraser i fan uns 9 m d'alçada. A l'àtic sobre l'arc principal, hi ha una inscripció que descriu els èxits de Roosevelt i les paraules "Veritat", "Coneixement" i "Visió" estan gravades a l'entaulament sota aquesta inscripció.
El Memorial originalment connectava amb diverses aules, sales d'exposicions i amb un auditori per a 600 persones. Directament sota del memorial hi ha una entrada a l'estació 81st Street–Museum of Natural History del metro de Nova York. Avui dia connecta amb la sala Akeley dels mamífers africans i la sala dels mamífers asiàtics. El mateix memorial conté quatre exposicions que descriuen les activitats de conservació que va desenvolupar Theodore Roosevelt durant quatre etapes de la seva vida: joventut, primera edat adulta, presidència dels Estats Units i la postpresidència
Fraser també va dissenyar una estàtua eqüestre de Theodore Roosevelt, flanquejada per un nadiu amerindi i un afroamericà, que originalment es trobava fora de la sala memorial. Al segle XXI, l'estàtua va generar controvèrsia degut a representació subordinada d'aquestes figures darrere de Roosevelt, provocant que el museu anunciés el 2020 que retirarien l'estàtua. L'estàtua va ser retirada el gener de 2022 i estarà en préstec a llarg termini a la Biblioteca Presidencial Theodore Roosevelt situada a la població de Medora, Dakota del Nord.

## Col·leccions

### Mamífers

#### Sala de Mamífers africans Akeley

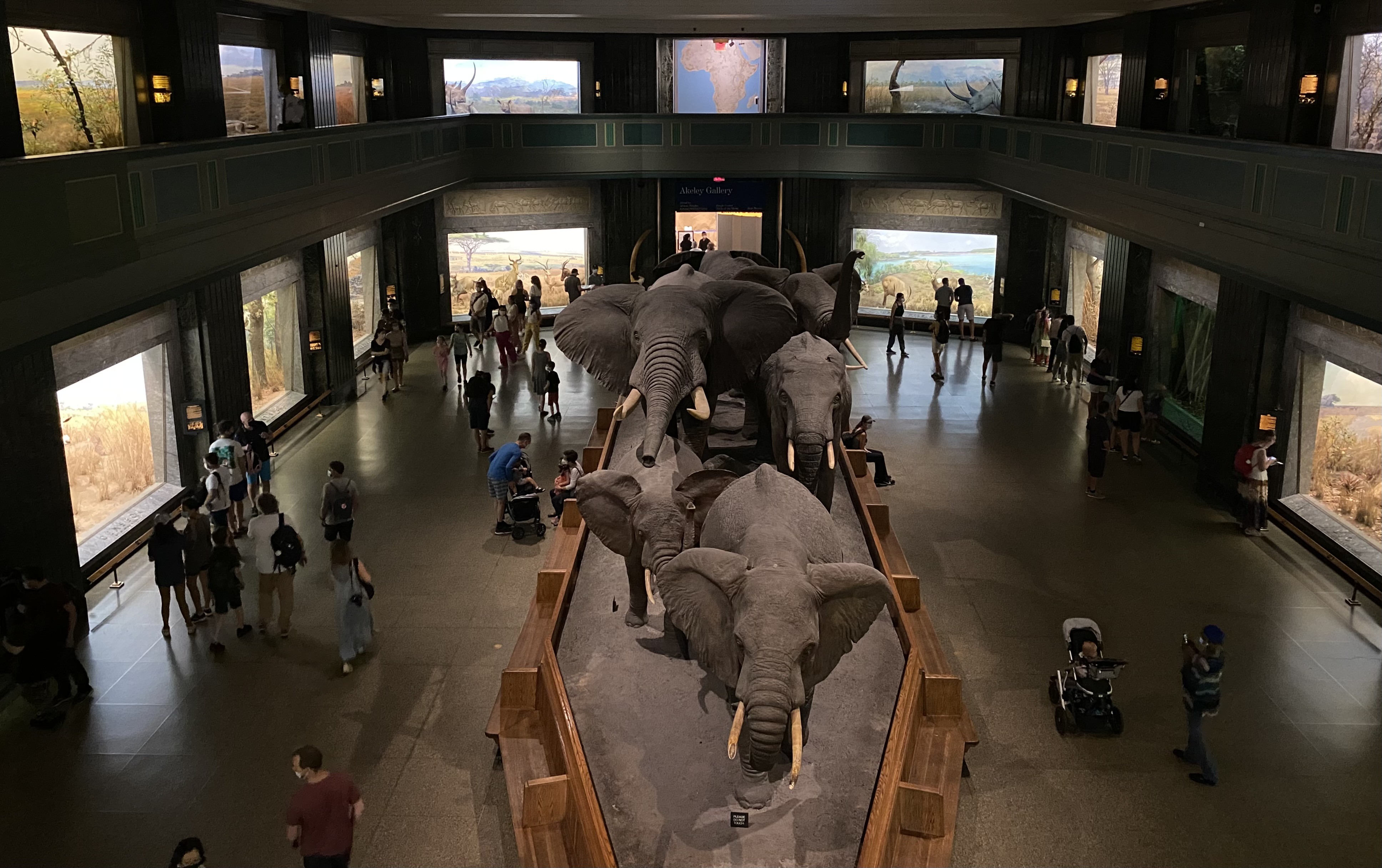
Sala dels mamífers africans Akeley.

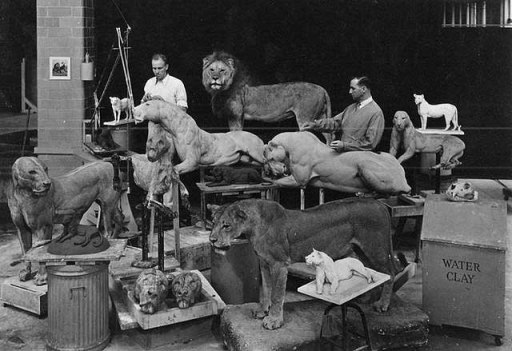
James L. Clark (dreta) i els assistents fent el muntatge per al diorama "Lleons".

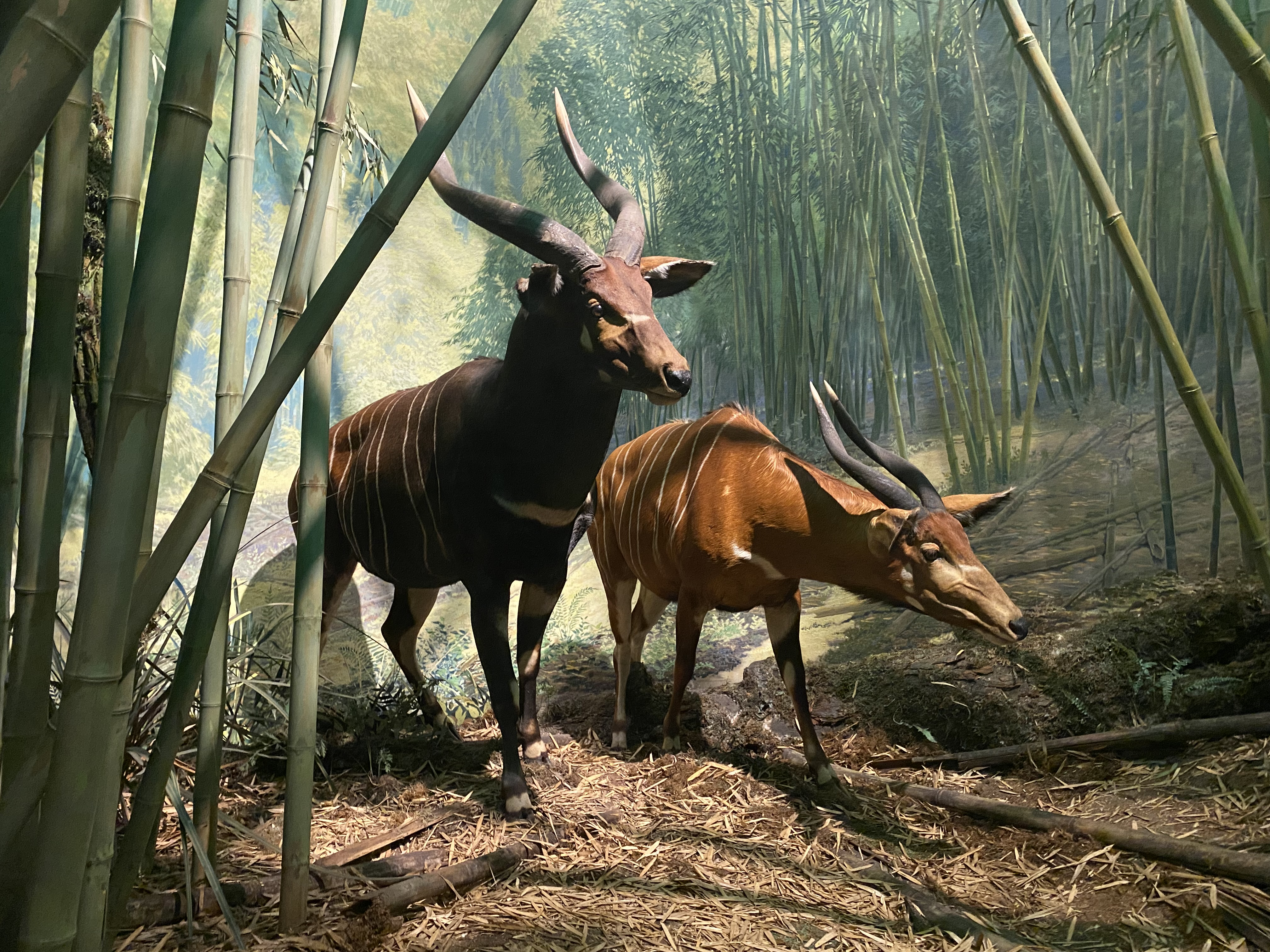
Diorama dels antílops bongo.

Anomenada així pel biòleg i taxidermista Carl Akeley, la sala es compon de dos nivells al segon pis, directament a l'oest del memorial de Theodore Roosevelt. Connecta amb el Saló dels Pobles Africans a l'oest. Els 28 diorames que conformen la sala representen amb un minuciós detall la gran varietat dels ecosistemes que es troben a Àfrica i els mamífers endèmics d'aquests. La peça central de la sala és un ramat de vuit elefants africans en una característica formació "d'alarma". Encara que els mamífers són típicament la característica principal dels diorames, ocasionalment també apareixen ocells i flora d'aquests ecosistemes. La sala en la seva forma actual es va completar el 1936.
La Sala dels Mamífers africans va ser proposada al museu per Carl Akeley al voltant de 1909. Va proposar 40 diorames que mostraven els paisatges i els animals de l'Àfrica que desapareixien ràpidament. Daniel Pomeroy, síndic del museu i soci del banc d'inversions J.P. Morgan & Co., va oferir als inversors del banc l'oportunitat d'acompanyar les expedicions del museu a Àfrica a canvi de finançament. Akeley va començar a recollir exemplars per a la sala ja l'any 1909 en l'expedició africana Smithsonian-Roosevelt. En aquestes primeres expedicions, Akeley estava acompanyat pel seu aprenent de taxidèrmia, James L. Clark, i l'artista, William R. Leigh. Quan Akeley va tornar a l'Àfrica per recollir exemplars de goril·la per al primer diorama de la sala, Clark va recórrer el país a la recerca d'artistes per crear-ne els fons. Aquests primers diorames influiren en el disseny de posteriors com els que es troben a les sales d'Ocells del Món, dels Mamífers d'Amèrica del Nord, la Sala Vernay dels Mamífers del Sud-est Asiàtic i la Sala de la Vida Oceànica.
Després de la mort inesperada d'Akeley durant l'expedició Eastman-Pommeroy el 1926, la responsabilitat de la finalització de la sala va recaure en James L. Clark, qui va contractar l'artista James Perry Wilson el 1933 per ajudar a Leigh en la confecció dels fons dels diorames. Wilson va fer millores en les tècniques utilitzades per de Leigh, com fou la de minimitzar la distorsió causada per les parets corbes dels diorames. El 1936, William Durant Campbell, un ric membre de la junta amb el desig de veure l'Àfrica, es va oferir a finançar diversos diorames si se li permetia obtenir els exemplars ell mateix. Clark va acceptar aquest acord, donant lloc a l'adquisició de nombrosos exemplars grans. Kane es va afegir a Leigh, Wilson i altres artistes per completar els diorames de la sala. Tot i que la construcció de la sala es va acabar el 1936, els diorames es van obrir gradualment entre mitjans dels anys 1920 i principis dels anys 1940.

#### Sala de Mamífers asiàtics

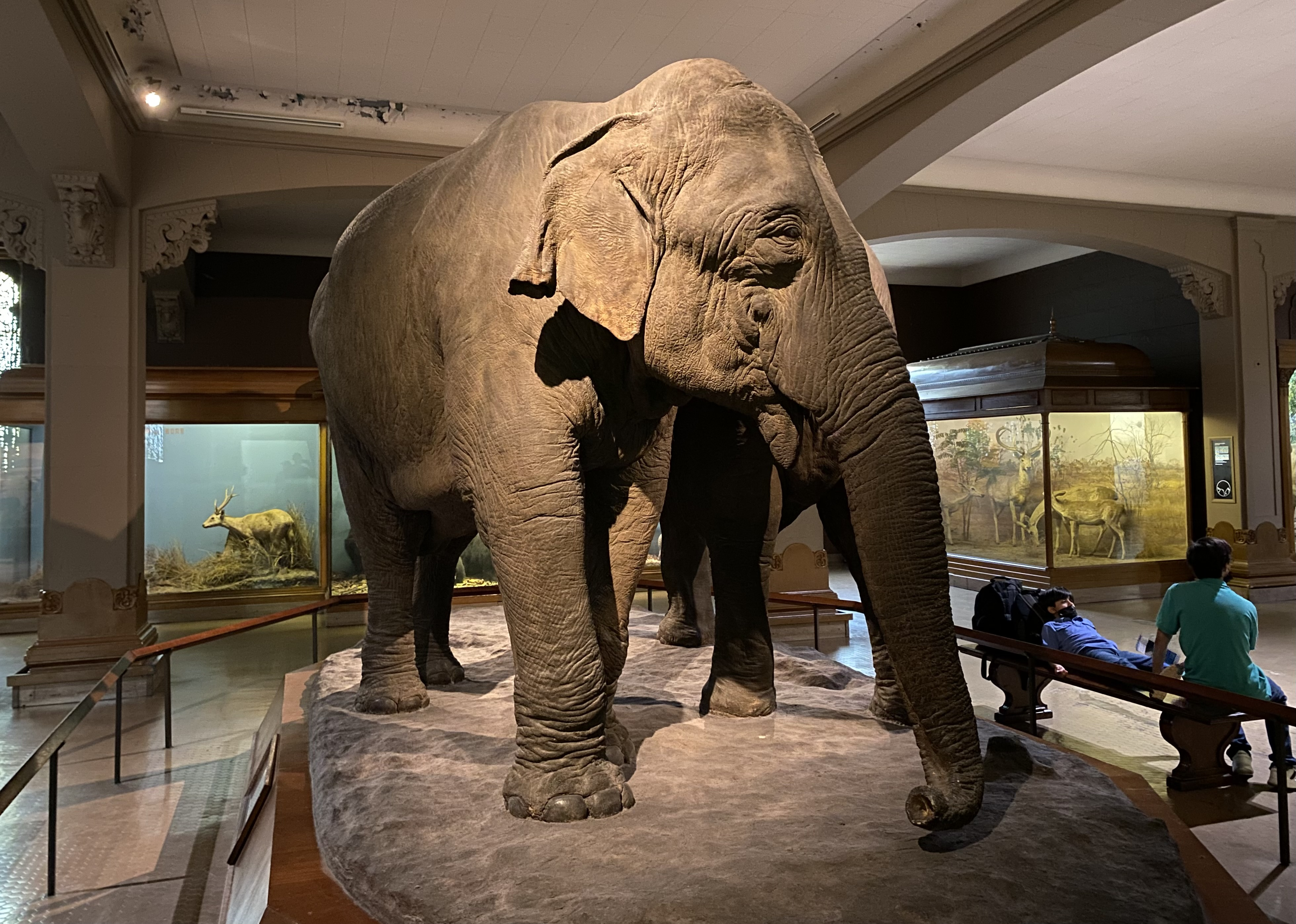
Imatge de la Sala dels Mamífers asiàtics.

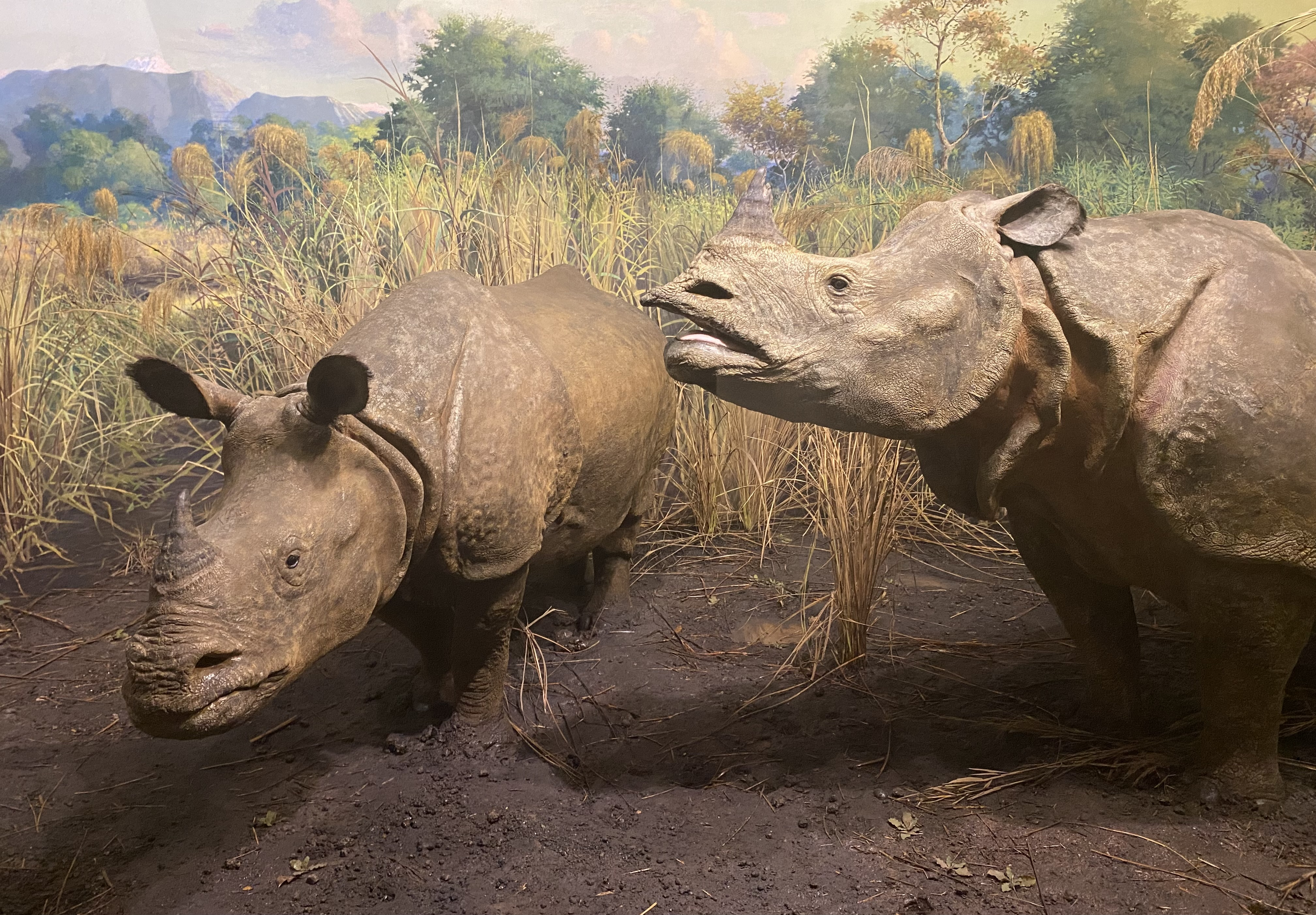
Diorama dels rinocerons asiàtics.

La sala dels Mamífers asiàtics, de vegades coneguda com a Sala Vernay-Faunthorpe dels Mamífers asiàtics, es troba directament al sud del memorial Theodore Roosevelt Memorial. Conté vuit diorames complets, quatre de parcials i sis grups d'hàbitat de mamífers i llocs de l'Índia, Nepal, Birmània i Malàisia. La sala es va obrir l'any 1930 i, està centrada al voltant de dos elefants asiàtics. En un moment donat, un panda gegant i un tigre siberià també formaven part de la col·lecció d'aquesta sala, originalment pensada per formar part d'una sala dels Mamífers del Nord d'Àsia (planificada a la ubicació actual de la sala Stout dels Pobles Asiàtics). Actualment aquests exemplars es poden veure al Saló de la Biodiversitat.
Es van recollir exemplars per a la Sala dels Mamífers Asiàtics al llarg de sis expedicions dirigides pel comerciant d'antiguitats d'origen britànic Arthur S. Vernay i el coronel John Faunthorpe (com s'apunta en les plaques a les dues entrades de la sala). Les expedicions van ser finançades íntegrament per Vernay, que va caracteritzar la despesa com un tribut britànic a la participació nord-americana en la Primera Guerra Mundial. La primera expedició Vernay-Faunthorpe va tenir lloc l'any 1922, quan molts dels animals que Vernay buscava, com el rinoceront de Sumatra i el lleó asiàtic, s'enfrontaven a l'extinció. Vernay va fer diverses apel·lacions a les autoritats regionals per obtenir permisos de caça; en expedicions posteriors relacionades amb els museus encapçalades per Vernay, aquestes apel·lacions van ajudar al museu a accedir a zones abans restringides als visitants estrangers. Clarence C. Rosenkranz va acompanyar les expedicions de Vernay-Faunthorpe com a artista de camp i va pintar la majoria dels fons dels diorames de la sala. Aquestes expedicions també estaven ben documentades tant en fotos com en vídeo, amb prou imatges de la primera expedició per crear un llargmetratge, Hunting Tigers in India de 1929.

#### Sala de Mamífers de Nord-amèrica Bernard Family

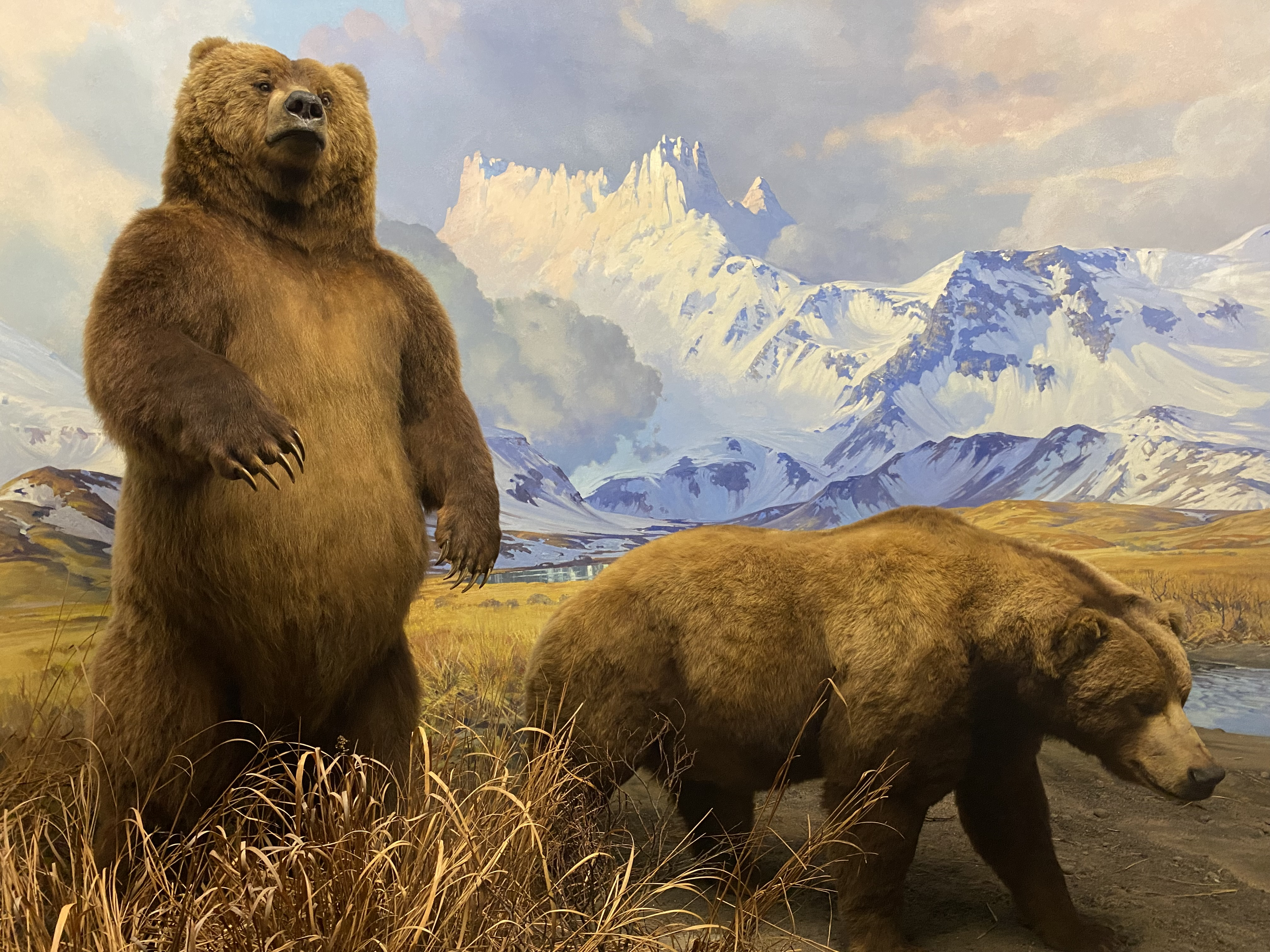
Imatge del diorama de l'ós d'Alaska.

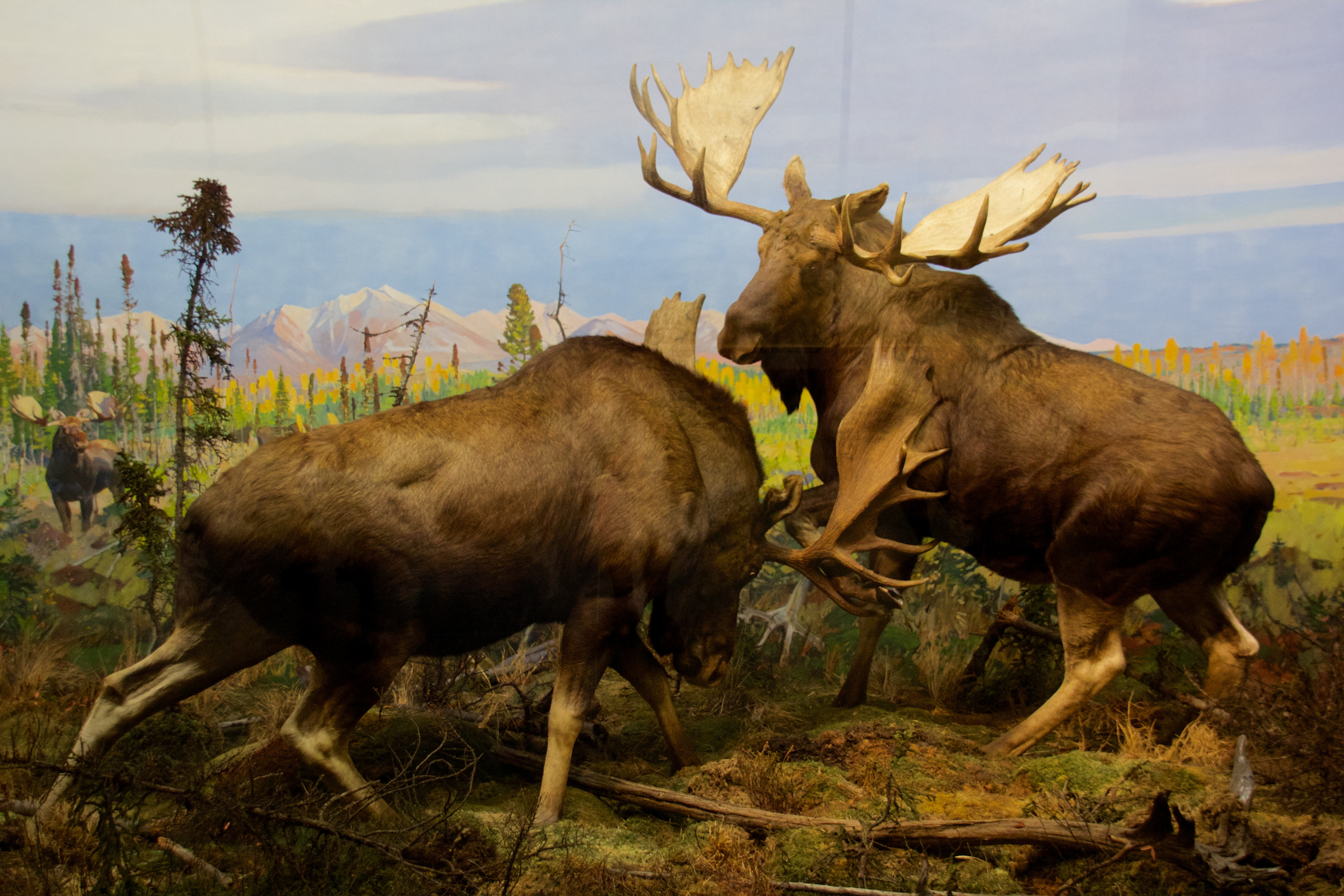
Imatge del diorama de l'ant d'Alaska.

La sala es troba al primer pis, directament a l'oest del memorial de Theodore Roosevelt. Presenta 43 diorames amb mamífers que es troben al subcontinent nord-americà, al nord del Mèxic tropical. Cada diorama es centra en una espècie en particular, que va des de la megafauna més gran fins als rosegadors i carnívors més petits. Els diorames més destacables inclouen l'os bru de la Península d'Alaska, un parell de llops, un parell de jaguars de Sonora i un duel d'ants d'Alaska.
Aquesta sala es va obrir el 1942 amb només deu diorames. El 1963 s'hi van afegir 16 diorames més. A finals del 2011, gràcies a una donació de Jill i Lewis Bernard, va començar un projecte de restauració massiu, obrint de nou l'octubre de 2012 amb el nom de Bernard Family Hall of North American Mammals.

#### Sala de Petits mamífers
La sala dels Petits mamífers és una extensió directament a l'oest d'aquesta. Conté diversos petits diorames amb petits mamífers que es troben a tota l'Amèrica del Nord, com ara el pecari de collar (Dicotyles tajacu), l'esquirol d'Abert o el golut.

### Ocells, rèptils i amfibis

#### Sala d'Ocells de Nord-amèrica Leonard C. Sanford

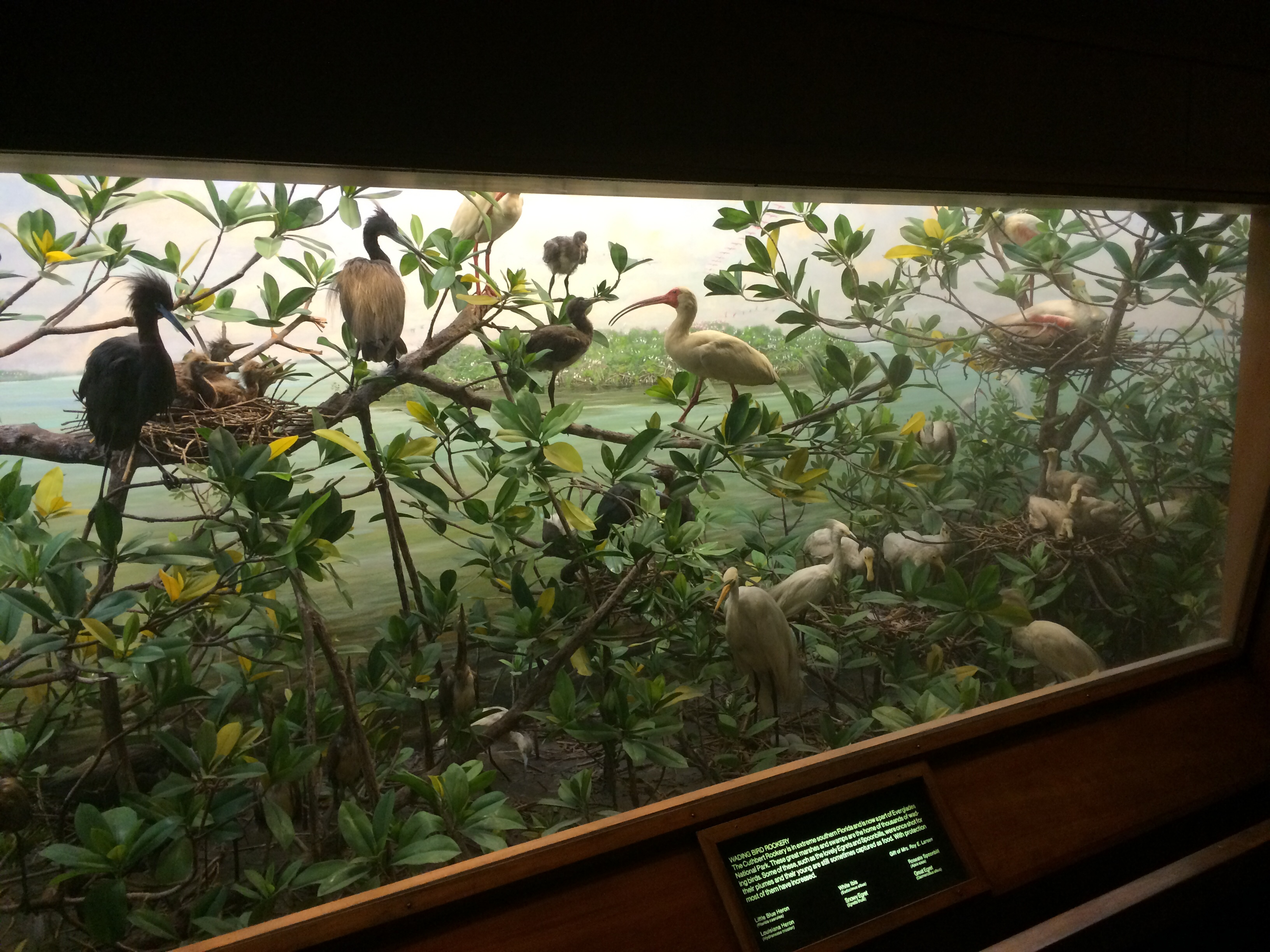
Imatge d'un diorama de la sala.

Situada al tercer pis, entre la sala dels Primats i el segon nivell de la sala de Mamífers africans. Conté més de 20 diorames que representen ocells de tota l'Amèrica del Nord en els seus hàbitats natius. A l'extrem més llunyà de la sala hi ha dos grans murals de l'ornitòleg i artista Louis Agassiz Fuertes. A la sala també hi trobem vitrines dedicades a grans col·leccions de sílvids, mussols i rapinyaires.
Concebuda per l'ornitòleg del museu Frank Michler Chapman, la sala rep el nom de l'ornitòleg aficionat Leonard Cutler Sanford, que va finançar-la parcialment i també va donar la totalitat de la seva col·lecció d'ocells al museu. La construcció dels diorames de la sala es va iniciar l'any 1902, i aquests es van obrir el 1909. Van ser els primers que es van exposar al museu i són els més antics que encara s'exhibeixen. La sala va ser reformada l'any 1962.
Tot i que Chapman no va ser el primer a crear diorames pel museu, si va ser el primer a portar artistes al camp amb l'esperança que capturessin un lloc específic en un moment concret. En contrast amb les escenes dramàtiques que Akeley va crear per a la sala dels Mamífers africans, Chapman volia que els seus diorames evoquessin un realisme científic, servint en última instància com a registre històric d'hàbitats i espècies que s'enfrontessin a una alta probabilitat d'extinció. Cadascun dels diorames de Chapman representava una espècie, els seus nius i 1,2 m de l'hàbitat circumdant en cada direcció.

#### Sala dels Ocells del món
La sala dels Ocells del món es troba al costat sud del segon pis. En aquesta sala s'exhibeix en 12 diorames els diversos ecosistemes d'arreu del món i proporcionen una mostra de les varietats d'ocells que hi viuen. Els exemples de diorames inclouen l'illa de Geòrgia del Sud amb pingüins reials i estercoràrids, les planes d'Àfrica oriental amb secretaris i otídids, o l'interior australià amb menjamels, cacatues i dacelos.

#### Sala d'Ocells oceànics Whitney
La Whitney Memorial Wing, originalment anomenada així en honor a Harry Payne Whitney i que inclou 750.000 exemplars d'ocells, es va inaugurar el 1939. Més tard coneguda com la sala dels Ocells oceànics, es va completar i dedicar el 1953. Va ser fundada per Frank Chapman i Leonard C. Sanford, originalment voluntaris del museu, que havien avançat amb la creació d'una sala per presentar els ocells de les illes del Pacífic. La sala va ser dissenyada com una col·lecció completament immersiva de diorames, inclosa una exhibició circular amb els ocells del paradís. L'any 1998 s'hi va instal·lar el Butterfly Conservatory.

#### Sala de Rèptils i Amfibis

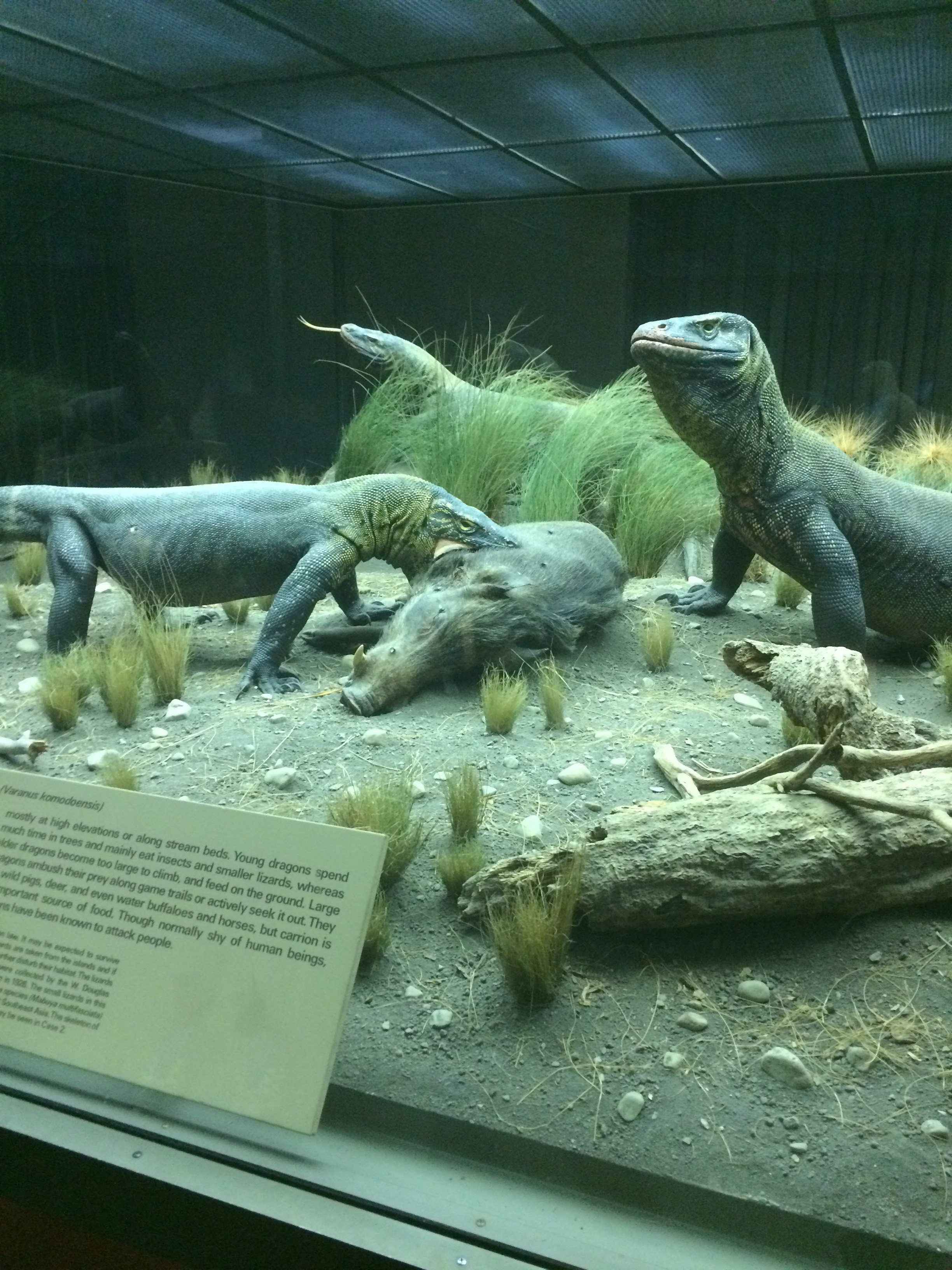
Diorama del dragó de Komodo.

La Sala de Rèptils i Amfibis es troba a prop de l'angle sud-est del tercer pis. i serveix com a introducció a l'herpetologia, amb moltes exposicions que detallen l'evolució dels rèptils, l'anatomia, la diversitat, la reproducció i el comportament. Els diorames inclouen un grup de dragons de Komodo, l'al·ligàtor del Mississipi, George el Solitari, l'última tortuga de l'illa Pinta i granotes de punta de fletxa.
El 1926, els naturalistes W. Douglas Burden, F.J. Defosse i Emmett Reid Dunn van recollir els exemplars de dragó de Komodo per al museu. El capítol "El dragó de Komodo", al llibre de Burden Look to the Wilderness, descriu l'expedició, l'hàbitat i el comportament d'aquest rèptil. La sala es va obrir el 1927 i va ser reconstruïda entre 1969 i 1977 amb un cost d'1,3 milions de dòlars.

### Biodiversitat i medi ambient

#### Sala de la Biodiversitat
La sala de la Biodiversitat es troba sota el memorial de Theodore Roosevelt Memorial Hall. Es va inaugurar el maig de 1998 i conté principalment exposicions i objectes que destaquen el concepte de la biodiversitat, les interaccions entre organismes vius i els impactes negatius de l'extinció de la biodiversitat. La sala inclou un diorama de 230 m2 que representa la selva tropical de la Reserva Especial de Dzanga-Sangha, a la República Centreafricana, amb més de 160 espècies d'animals i plantes. El diorama mostra la selva tropical en tres estats: primitiva, alterada per l'activitat humana i destruïda per l'activitat humana. Una altra atracció de la sala és "The Spectrum of Habitats", un videomosaic que mostra imatges de nou ecosistemes. Hi ha també un "mur de transformació", que conté informació i històries que detallen els canvis en la biodiversitat, i un "mur de solucions", que conté suggeriments sobre com augmentar la biodiversitat.

#### Sala dels Boscos d'Amèrica del Nord
Sala dels Boscos d'Amèrica del Nord està situada al primer pis del museu, entre el memorial Theodore Roosevelt i la sala Warburg d'hàbitats de l'estat de Nova York. Conté deu diorames que representen la varietat de boscos d'Amèrica del Nord, així com diverses exposicions sobre conservació forestal i salut dels arbres. La sala va ser construïda sota la direcció del botànic Henry K. Svenson i es va obrir el 1958. Cada diorama enumera específicament tant la ubicació com l'època exacta de l'any representada. Els arbres i les plantes que apareixen als diorames es construeixen amb una combinació de material d'art i escorça real i altres exemplars recollits al camp. L'entrada a la sala presenta una secció transversal de l'arbre Mark Twain, una sequoia gegant amb 1.400 anys traslladada al museu el 1891.

#### Sala d'Hàbitats de l'estat de Nova York
ESala situada a la planta baixa del museu entre la sala dels Boscos d'Amèrica del Nord i la Gran sala. La sala ofereix una presentació polifacètica dels ecosistemes típics de l'estat de Nova York. Els aspectes tractats inclouen els tipus de sòls, els canvis estacionals i l'impacte tant dels humans com dels animals en el medi ambient. Porta el nom del banquer germanoamericà Felix M. Warburg i es va inaugurar el 14 de maig de 1951, com a Warburg Memorial Hall of General Ecology. Ha canviat poc des d'aleshores i ara és visitada freqüentment pel seu estil retro-modern.

#### Sala de Vida oceànica Milstein

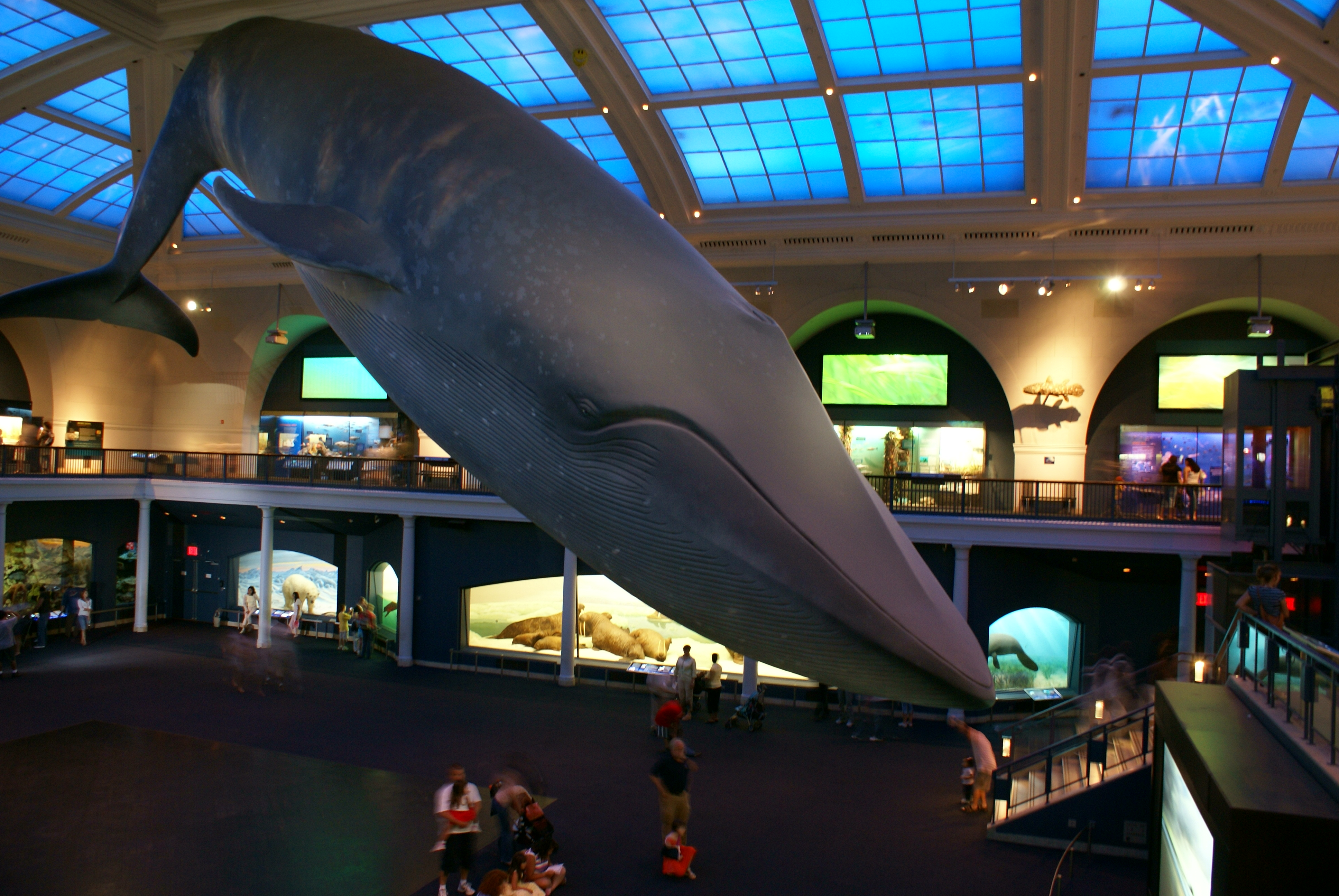
Imatge de la balena blava.

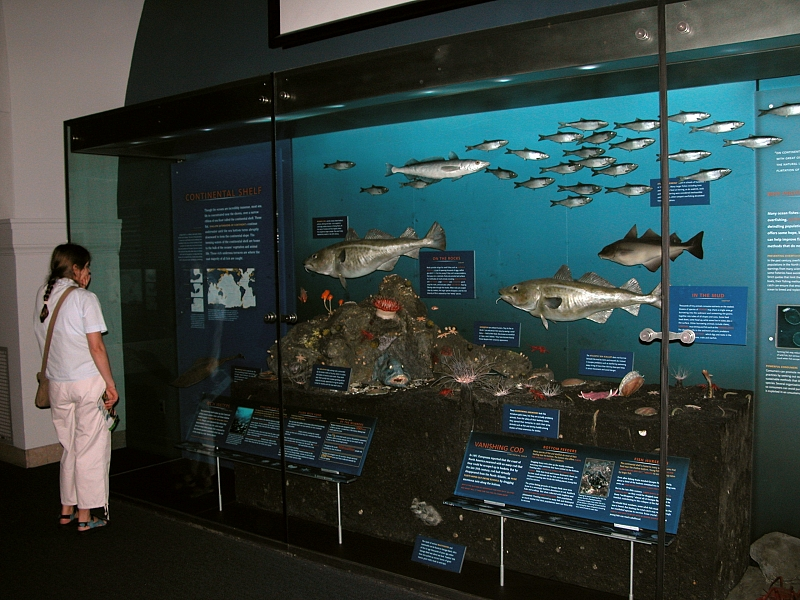
Diorama a la sala de la Vida oceànica.

Es troba al quadrant sud-est del primer pis, a l'oest de la sala de Biodiversitat. Se centra en la biologia marina, la botànica i la conservació marina. El centre de la sala conté un model de balena blava de 29 m de llarg. El nivell superior de la sala mostra la gran varietat d'ecosistemes presents a l'oceà. Els diorames contrasten la vida en aquests diferents hàbitats, com són els boscos de varec, manglars, esculls de corall o la zona batipelàgica entre d'altres. Intenta mostrar com d'extensos i diversos són els oceans, alhora que fomenta temes comuns. La meitat inferior de la sala consta de 15 grans diorames d'organismes marins més grans. És en aquest nivell és on se situa el famós diorama "El calamar i la balena", que representa una hipotètica lluita entre aquestes les dues criatures. Altres exposicions notables en aquesta sala inclouen el diorama d'esculls de corall Andros de dos nivells.
El 1910, el president del museu Henry F. Osborn va proposar la construcció d'un gran edifici al pati sud-est del museu per allotjar una nova Sala de la Vida oceànica on s'exposarien "models i esquelets de balenes". La sala es va obrir el 1924 i va ser renovada el 1962. El 1969, una renovació va donar a la sala un enfocament més explícit en la megafauna oceànica, incloent-hi un model de balena blava realista per substituir un model popular de balena d'acer i paper maché que estava penjat a la sala de Biologia dels mamífers. Richard Van Gelder va supervisar la creació de la sala en l'aspecte actual. La sala es va renovar de nou l'any 2003, aquesta vegada amb l'ambientalisme i la conservació com a principals punts, i va ser rebatejada després del desenvolupador Paul Milstein i de la membre de la junta d'AMNH Irma Milstein. La renovació del 2003 va incloure la renovació de la famosa balena blava, suspesa sobre els 1.800 m2 d'exposició, actualització dels diorames dels anys 30 i 60, i pantalles electròniques.

### Antropologia

#### Sala dels Pobles de l'Àfrica

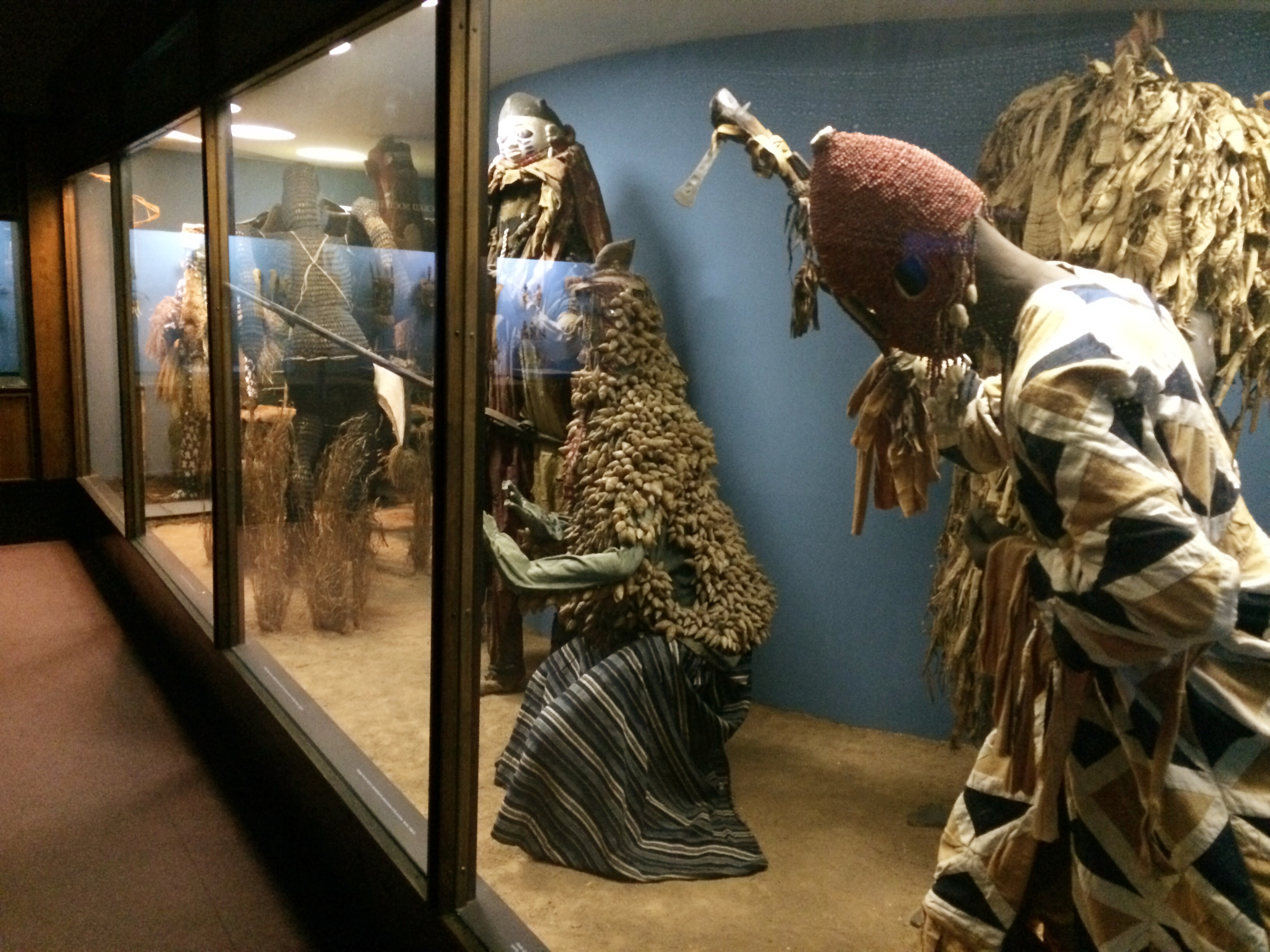
Imatge d'un dels diorames de la sala.

La sala dels Pobles de l'Àfrica es troba darrere del Saló Akeley dels Mamífers Africans i sota la sala Sanford dels Ocells d'Amèrica del Nord. Està organitzada pels quatre ecosistemes principals que es troben a l'Àfrica: els boscos de riu (Antic Egipte, Núbia, Kuba i Lozi), la sabana (Pokot, Xíl·luks, Bravanesos), la selva (Iorubes, Kofyar, Mbutis) i el desert (Aït Atta i Tuàregs). Cada secció presenta estris i exposicions dels pobles nadius d'aquests ecosistemes africans. La sala conté tres diorames i les exposicions notables inclouen una gran col·lecció de vestits espirituals. Unint les seccions de la sala hi ha una comparació polièdrica de les societats africanes basada en la caça i la recol·lecció, el cultiu i la domesticació d'animals. Cada tipus de societat es presenta en un context històric, polític, espiritual i ecològic. També s'inclou una petita part de la diàspora africana estesa pel tràfic d'esclaus.

#### Sala dels Pobles de l'Àsia

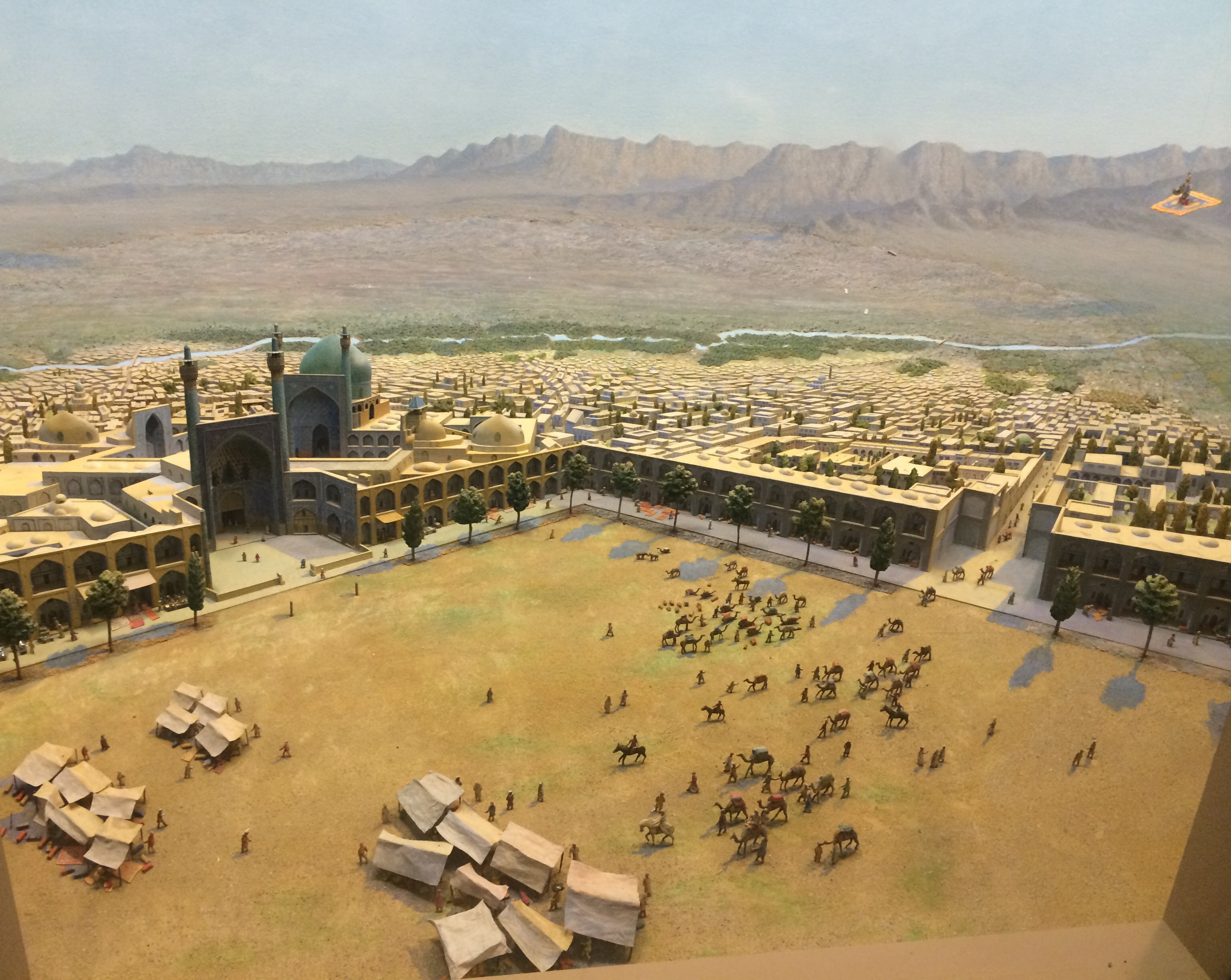
Diorama d'Esfahan

És una sala d'un pis situada al segon pis del museu entre la Sala dels Mamífers Asiàtics i la dels Ocells del Món. Porta el nom de Gardner D. Stout, un antic president del museu, i va ser organitzada principalment per Walter A. Fairservis, arqueòleg del museu. Inaugurada el 1980, la sala Stout és la sala antropològica més gran del museu i conté estris adquirits pel museu entre 1869 i mitjans de la dècada de 1970. Moltes expedicions famoses patrocinades pel museu estan associades amb els estris de la sala, incloses les expedicions de Roy Chapman Andrews a l'Àsia central i l'expedició de Vernay-Hopwood Chindwin.
La sala Stout conté dues seccions: "Eurasia antiga", una petita secció dedicada a l'evolució de la civilització humana a Euràsia, i la secció "Àsia tradicional", una secció molt més grossa que conté estris culturals de tot el continent asiàtic. Aquesta darrera secció està organitzada per correspondre geogràficament amb dues grans rutes comercials de la Ruta de la seda. Com moltes de les sales d'exposicions del museu, els estris de la sala es presenten en exposicions, en diorames en miniatura i en cinc diorames a gran escala. Les exposicions més notables inclouen reproduccions dels jaciments arqueològics de Teshik-Tash i Çatalhöyük, així com una rèplica a mida completa de l'Estela d'Hammurabi. La secció d'Àsia tradicional conté àrees dedicades als principals països asiàtics, com el Japó, la Xina, el Tibet i l'Índia, alhora que inclou una gran varietat de pobles asiàtics més petit, com ara els ainus, els semai i els iacuts.

#### Sala dels Pobles de Mèxic i Amèrica central

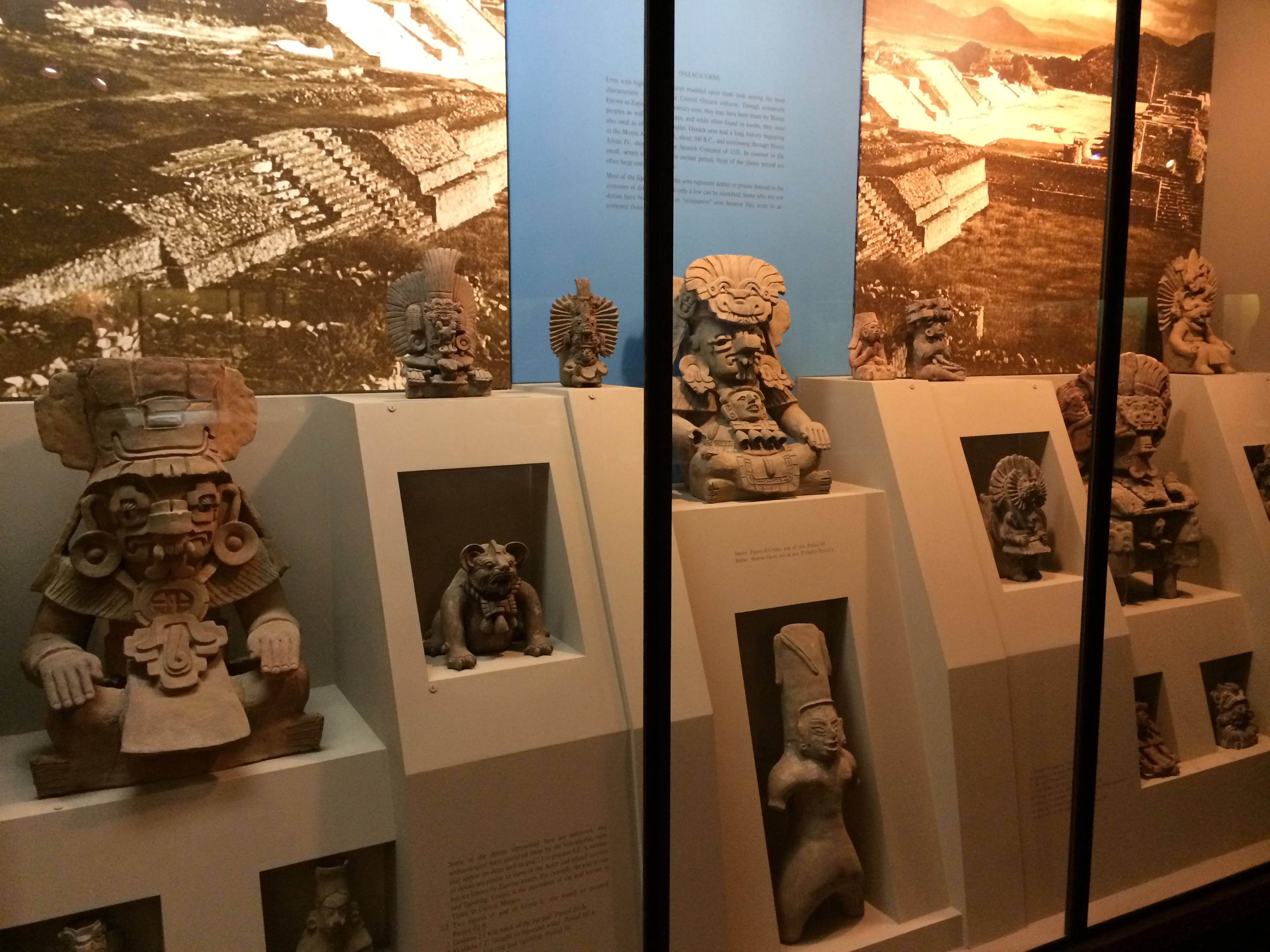
Imatge d'urnes funeràries zapoteques.

La sala de Mèxic i Amèrica Central és al segon pis del museu darrere de la dels Ocells del món i davant de la dels Pobles de Sud-amèrica. Presenta estris arqueològics d'una àmplia gamma de civilitzacions precolombines de Mesoamèrica, com ara maia, l'olmeca, la zapoteca i l'asteca. Com que la gran majoria dels registres escrits d'aquestes civilitzacions no van sobreviure a la conquesta espanyola, l'objectiu general de la sala és reunir el que és possible conèixer a partir dels estris trobats.
El museu ha mostrat estris precolombins des de la seva obertura, amb la primera sala dedicada a aquestes civilitzacions inaugurada el 1899. A mesura que la col·lecció del museu va créixer, la sala va patir importants renovacions el 1944 i de nou el 1970 quan es va tornar a obrir en el seu aspecte actual. Entre els objectes que s'hi mostren, destaquen la destral de Kunz i una rèplica a gran escala de la tomba 104 del jaciment arqueològic de Monte Albán, exposada originalment a l'Exposició Universal de 1939 de Nova York.

#### Sala dels Pobles de Sud-amèrica
La sala dels Pobles Sud-americans és un saló d'un pis a la cantonada nord-oest del segon pis, al costat de la sala dels pobles de Mèxic i l'Amèrica Central. La sala es va obrir al tercer pis l'any 1904 i exposava objectes arqueològics, incloses mòmies, del Perú, Colòmbia, Bolívia i les Índies Occidentals. El 1931, la sala es va ampliar i es va traslladar al segon pis sota la direcció dels comissaris Ronald Olson i W.C. Bennett. La nova sala incloïa una recreació d'una mina de coure xilena, i més tard, una sala temporal titulada els "Homes de la montaña", que presentava objectes culturals peruans dels pobles Kashibo i dels pano. El 1989, la aala va ser renovada i reoberta com a exposició permanent, centrada en la tecnologia i l'art de les cultures andines i tradicionals amazòniques, dirigida pels comissaris Craig Morris, Junius Bird i Robert Carneiro. La sala conté aproximadament 2.300 objectes de diverses cultures antigues d'Amèrica del Sud, com ara les mochica, chavín, chancay, paracas, nazca i inca. Alguns dels objectes exposats provenen de les col·leccions Roosevelt, que van ser recollides per Theodore Roosevelt en expedicions a Amèrica del Sud a principis del segle XX i donades al museu.

#### Sala dels Pobles del Pacífic

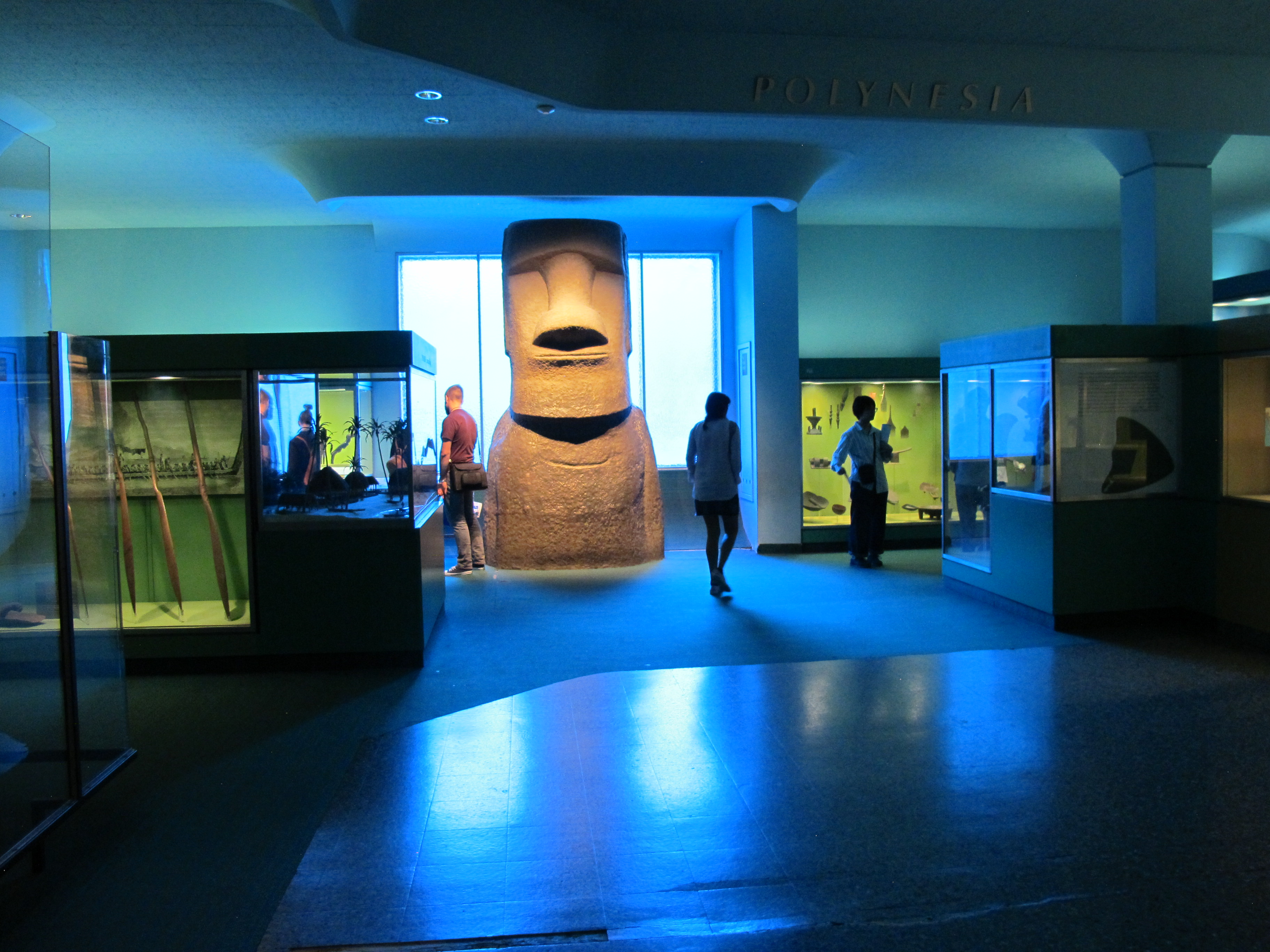
Sala Margaret Mead dels pobles del Pacífic.

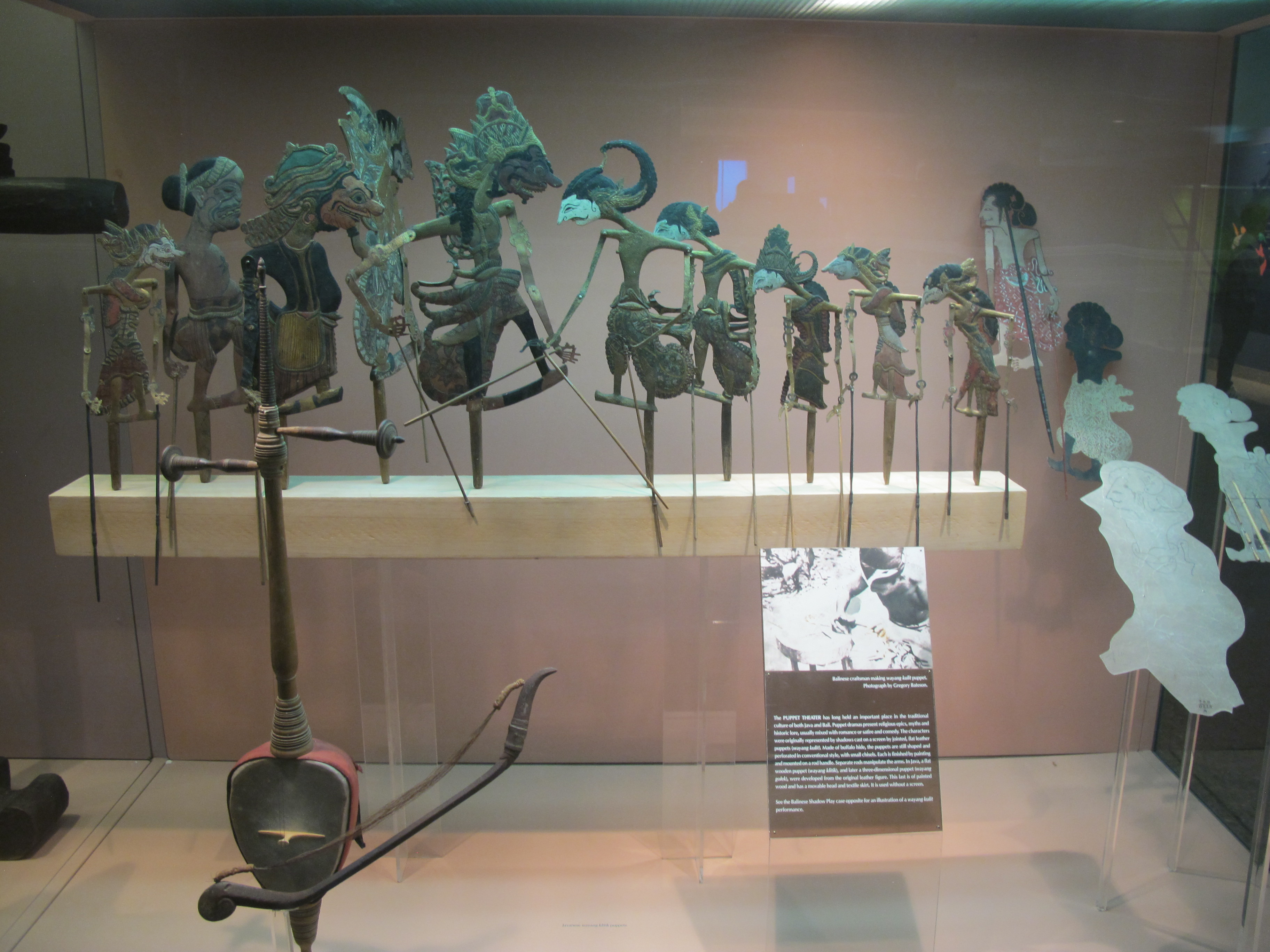
Titelles wayang balineses.

La sala dels Pobles del Pacífic es troba a la cantonada sud-oest del tercer pis i s'hi accedeix a través del Saló dels Indis de les Planes. L'antropòloga cultural Margaret Mead va fundar la sala dels Pobles del Pacífic el 1971. Des del moment en què Mead va començar la feina de comissaria a la sala el 1945, va concebre un entorn d'exhibició que emularia vistes i sons de les regions del Pacífic. Després de la mort de Mead el 1978, la sala es va reobrir el desembre de 1984 amb el nom actual. La nova sala, dissenyada per Eugene Burgmann, va mantenir l'ambient blau de l'oceà i el cel de la sala original. La sala es va tornar a tancar el 1997 i es va reobrir el 2001 amb un disseny actualitzat que va conservar els racons geoculturals instal·lats per primera vegada amb la remodelació de 1984.
La sala conté objectes de Nova Zelanda, Austràlia, Indonèsia, Filipines, Micronèsia, Melanèsia i d'altres illes del Pacífic. Mead havia recollit 250 dels 1.500 objectes de la sala. Alguns d'ells probablement van ser seleccionats entre els 3.284 objectes que va recollir per al Museu Americà d'Història Natural durant el treball de camp a Nova Guinea i altres illes del Pacífic del 1928-1939. Altres, com l'escenografia d'una obra de titelles a Bali, van ser escollits d'entre els aproximadament 600 articles que Mead i el seu marit, l'antropòleg Gregory Bateson, havien enviat al Museu mentre feien treball de camp a Bali el 1936-1938. Les exposicions a la Margaret Mead Hall of Pacific Peoples també inclouen un motlle de fibra de vidre d'una estàtua de moai de l'illa de Pasqua i capes fetes amb plomes de Cyanerpes.

#### Sala dels Pobles de la Costa del Nord-oest

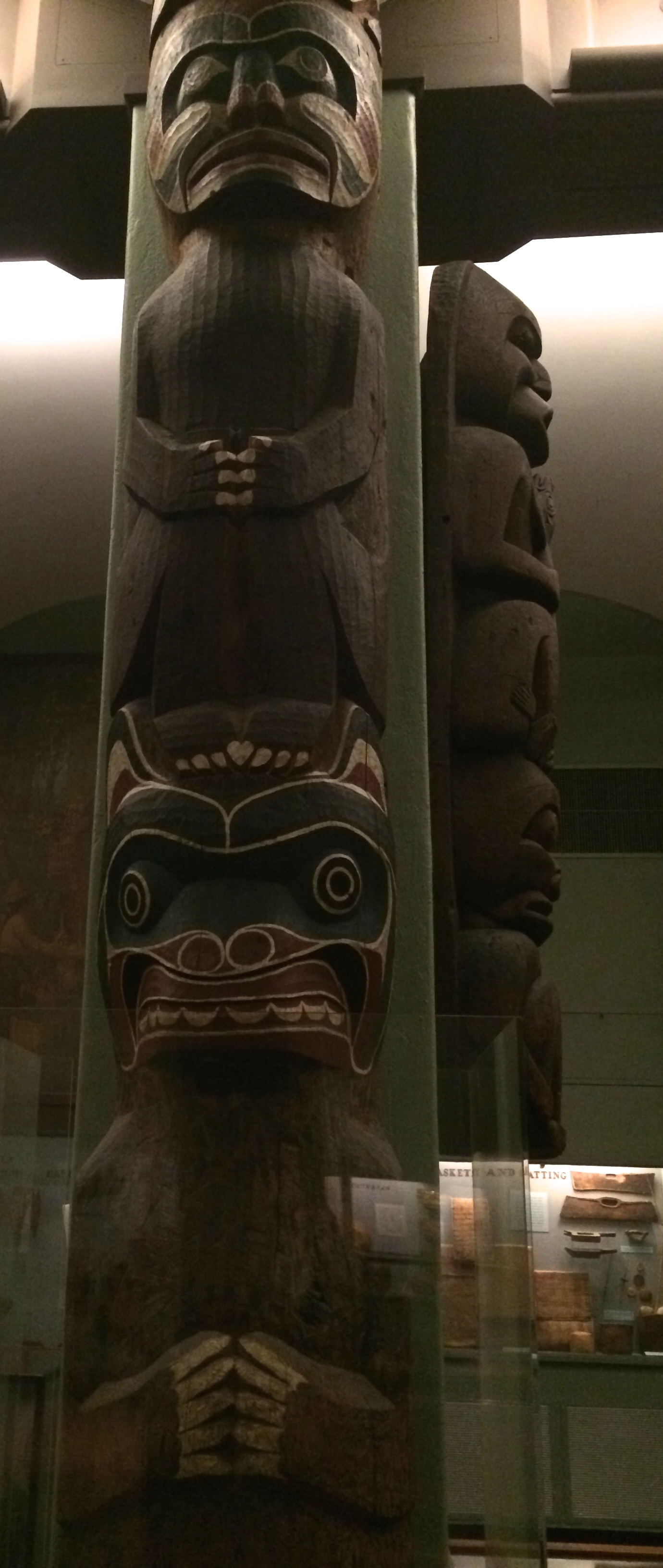
House Post Kwakiutl.

La sala dels pobles de la Costa del Nord-oest és una sala d'un sol pis a la planta baixa del museu darrere de la Gran Galeria i entre les sales de Warburg i Spitzer. És la sala més antiga del museu, establerta el 1899 per l'antropòleg Franz Boas amb el nom de Jesup North Pacific Hall. Actualment conté objectes i exposicions de les tribus de la regió cultural de la costa nord del Pacífic (sud d'Alaska, nord de l'estat de Washington i una part de la Colúmbia Britànica). A la sala destaquen quatre "House Posts" de la nació Kwakiutl i murals de William S. Taylor que representen la vida nativa. A partir del 2022, hi ha 9.000 articles en total, inclosos 78 tòtems, així com una canoa Haida suspesa del sostre (reubicada de la Gran Galeria el 2020). Els objectes van acompanyats de textos en nombroses llengües ameríndies.
Els objectes de la sala es van originar a partir de tres fonts principals. La primera d'elles fou un obsequi d'objectes Haida recollits per John Wesley Powell i donats pel futur fideïcomissari Heber R. Bishop el 1882. Va segui-ne la compra per part del museu de dues col·leccions d'objectes tlingit recollides pel tinent George T. Emmons el 1888 i 1894. La resta d'objectes de la sala es van recollir durant la famosa expedició Jesup al Pacífic Nord entre 1897 i 1902. Dirigit per Boas i finançada pel president del museu, Morris Ketchum Jesup, l'expedició va ser la primera de la Divisió d'Antropologia del museu i ara es considera l'"expedició més important de l'antropologia nord-americana". Hi perticiparen molts etnòlegs famosos, inclòs George Hunt, que va assegurar els llocs de la casa Kwakiutl a la sala. Altres tribus que apareixen a la sala inclouen els salish de la Costa, els nuu-chah-nulth, els tsimshian i els nuxalk.

#### Sala dels Amerindis de les planures
La sala dels indis de les planures es troba al costat sud del tercer pis, prop de l'extrem occidental del museu. Aquesta sala es va obrir el febrer de 1967. El focus principal d'aquesta sala són els pobles de les de les grans planúries americanes tal com eren a mitjan segle XIX, incloses les representacions de les cultures blackfoot, hidatses i dakota. De particular interès és una punta de la cultura Folsom descoberta l'any 1926 a Nou Mèxic, que proporciona proves del poblament d'Amèrica.

#### Sala dels Amerindis dels Boscos orientals
El Saló dels amerindis dels Boscos orientals es troba al costat de la sala anterior, al costat sud del tercer pis. Aquesta sala es va obrir el maig de 1966. Detalla la vida i la tecnologia dels pobles amerindis als entorns boscosos de l'est d'Amèrica del Nord. Aquestes inclouen les cultures cree, mohegan, chippewa i iroquesa. L'exposició inclou exemples de cistelleria, ceràmica, tècniques agrícoles, preparació d'aliments, joieria metàl·lica, instruments musicals i tèxtils autòctons. Altres elements destacats inclouen una maqueta d'una canoa d'escorça de bedoll menominee i diversos allotjaments tradicionals, com ara un wigwam amb cúpula ojibwa, una casa llarga iroquesa, una casa de consell creek i altres estils d'habitatges dels boscos orientals.

#### Sala sobre l'Origen humà Anne i Bernard Spitzer

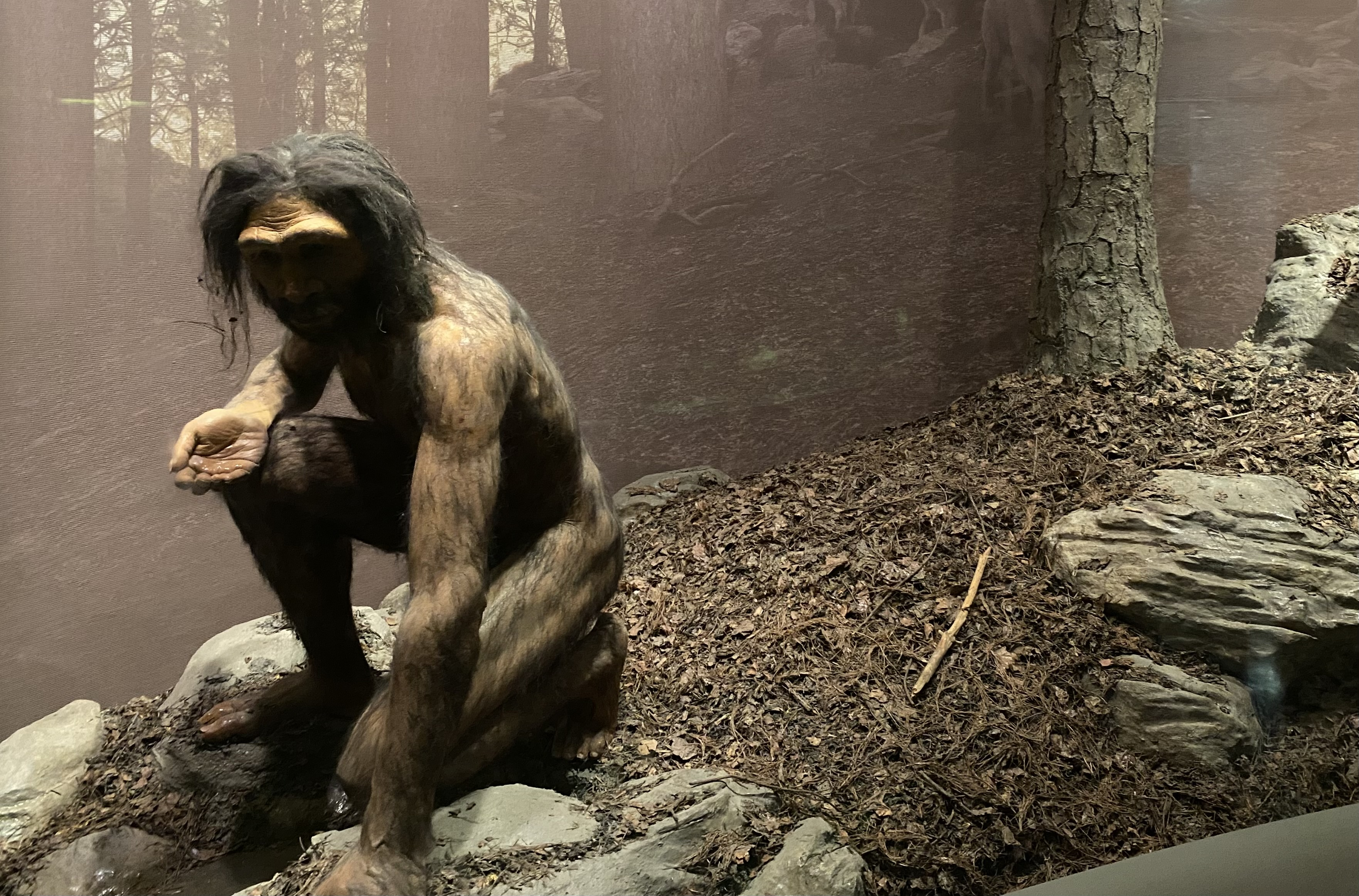
Diorama d'un homo erectus.

La sala sobre l'Origen humà, anteriorment anomenada sala de la Biologia i l'Evolució Humanes, es troba al costat sud del primer pis, prop de l'extrem occidental del museu. Va obrir amb el seu nom actual el 10 de febrer de 2007. Quan es va inaugurar l'any 1921, la sala era coneguda com la "Sala de l'Edat de l'Home", l'única gran exposició als Estats Units que presentava una investigació en profunditat de l'evolució humana. Els diorames segueixen la història de l'ésser humà, la seva evolució i els orígens de la creativitat humana.
Moltes de les exposicions de la sala inclouen diorames a mida real de les espècies d'homínid Australopithecus afarensis, Homo ergaster, Homo neanderthalensis i de l'Home de Cromanyó, que mostren cada espècie demostrant els comportaments i les capacitats dels quals els científics creuen que eren capaços. També es mostren peces a mida real d'importants fòssils, com ara l'esquelet de la Lucy de 3,2 milions d'anys i el nen de Turkana d'1,7 milions d'anys, i exemplars d'Homo erectus, incloent l'Home de Pequín. La sala també inclou rèpliques d'art de l'època glacial que es troben a la regió francesa de la Dordonya. Les talles de cavalls en pedra calcària es van fer fa gairebé 26.000 anys i es considera que representen algunes de les primeres expressions artístiques dels humans.

### Geologia

#### Sala de Meteorits Arthur Ross

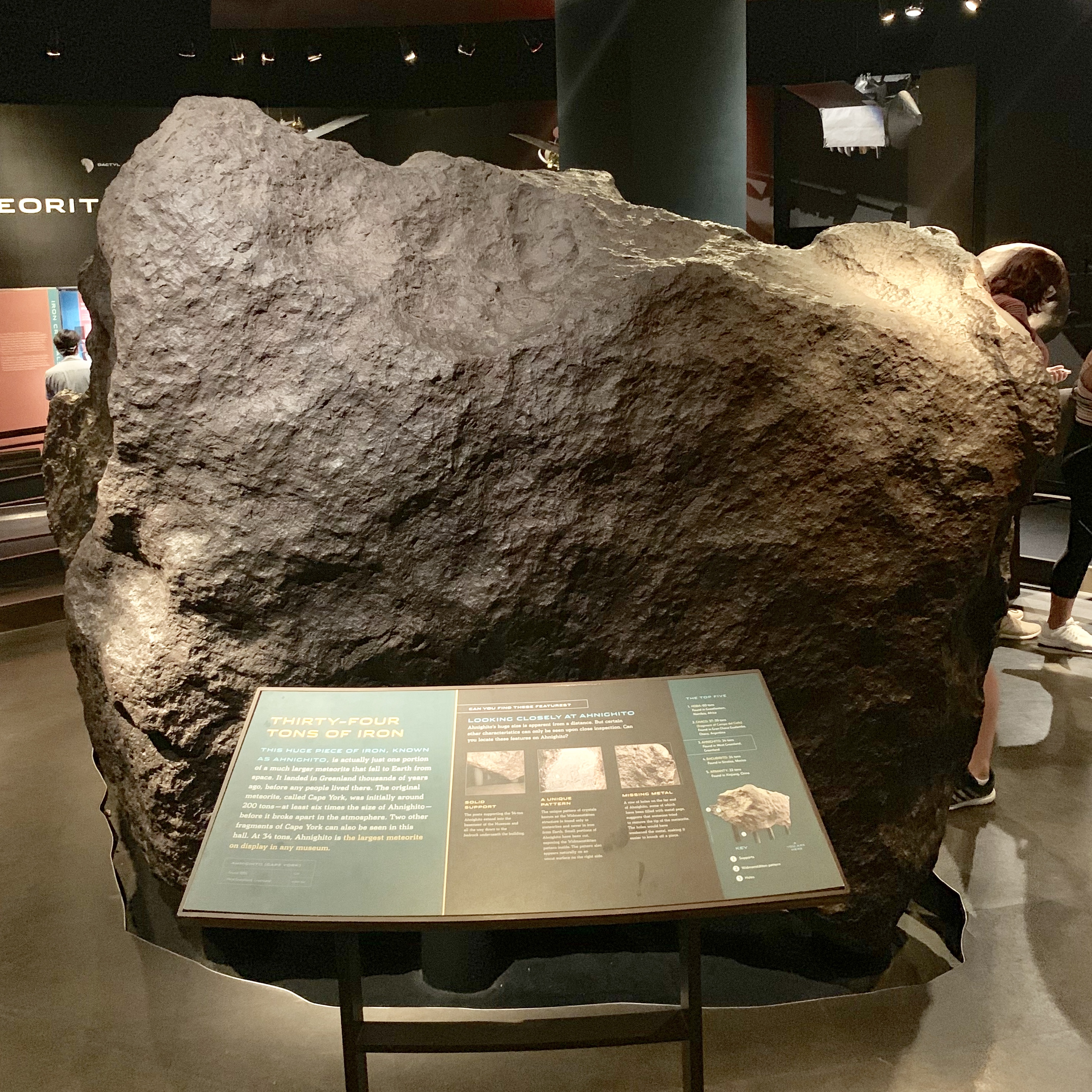
Imatge del meteorit Ahnighito, de 34 tones de pes.

La sala de meteorits Arthur Ross es troba a l'angle sud-oest del primer pis. Conté alguns dels millors exemplars del món, inclòs l'Ahnighito, un fragment del meteorit del Cap York de 200 tones que es va trobar-se al sud de l'illa dels meteorits, Groenlàndia. El seu enorme pes, 34 tones, el converteix en el més gran de l'hemisferi nord. Està col·locat amb un suport format per columnes que s'estenen a través del sòl fins a la roca de sota l'edifici del museu.
La sala també conté exemples de nanodiamants extrasolars (diamants amb dimensions a nivell nanomètric) de més de 5.000 milions d'anys d'antiguitat. Aquests es van extreure d'una mostra de meteorit mitjançant mitjans químics.

#### Sales de Gemmes i Minerals Allison i Roberto Mignone
Les sales de Gemmes i Minerals Allison i Roberto Mignone (anteriorment anomenada Sala de Gemmes i Minerals Harry Frank Guggenheim) es troba al primer pis, al nord de la sala anterior. Conté milers de gemmes rares, exemplars de minerals i peces de joieria. Les sales es van tancar el 2017 per sotmetre-les a un redisseny de 32 milions de dòlars per Ralph Appelbaum Associates i es van reobrir al públic el juny de 2021. Les sales exploren una gran varietat de temes, incloent-hi la diversificació d'espècies minerals al llarg de la història de la Terra, la tectònica de plaques i la història gemmes específiques.
Les sales també mostren exemplars destacats escollits entre les més de 100.000 peces de la col·lecció del museu, com són l'Estel de l'Índia, la maragda Patricia i el robí DeLong Star.

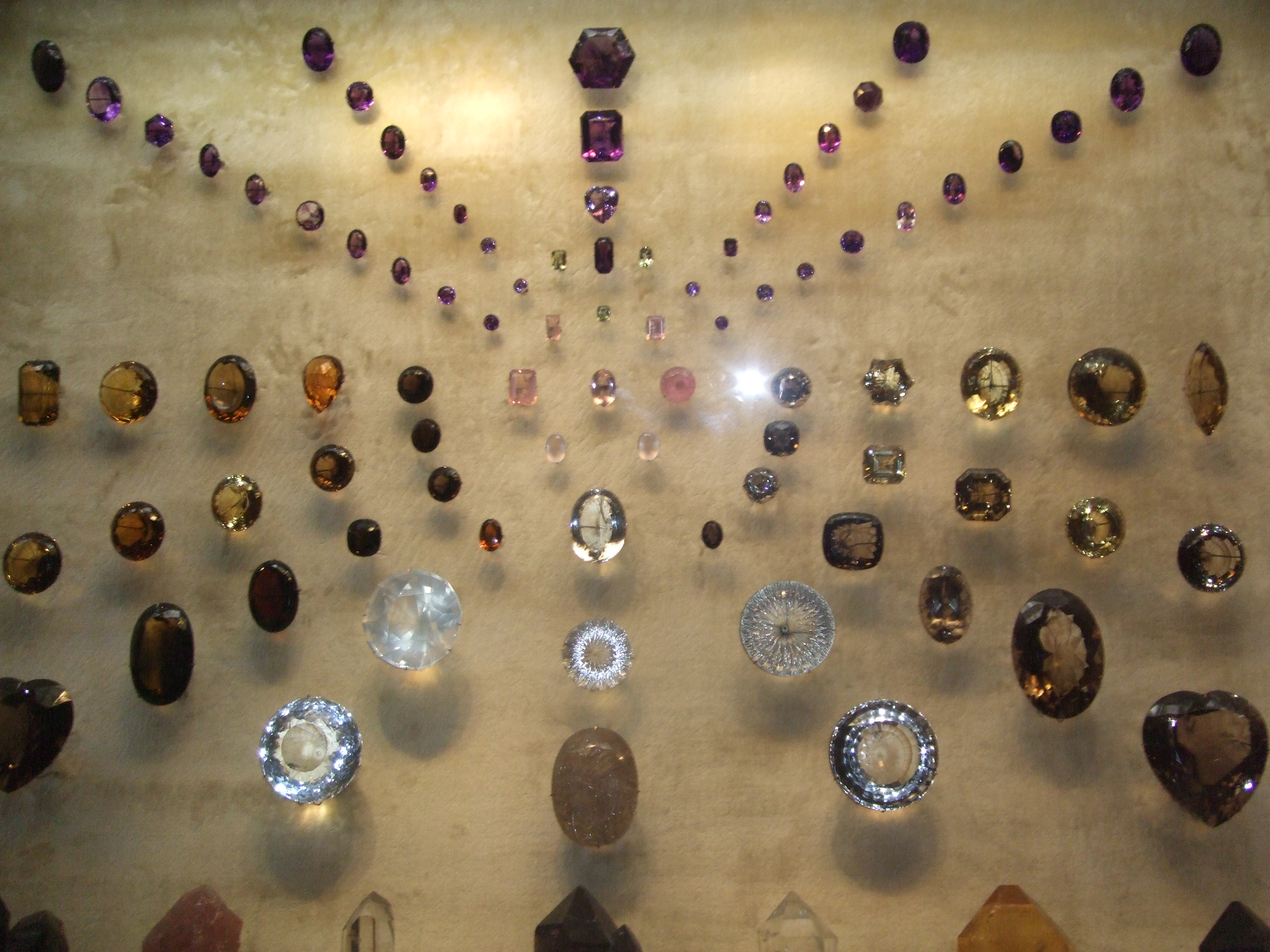
Diferents minerals polits.
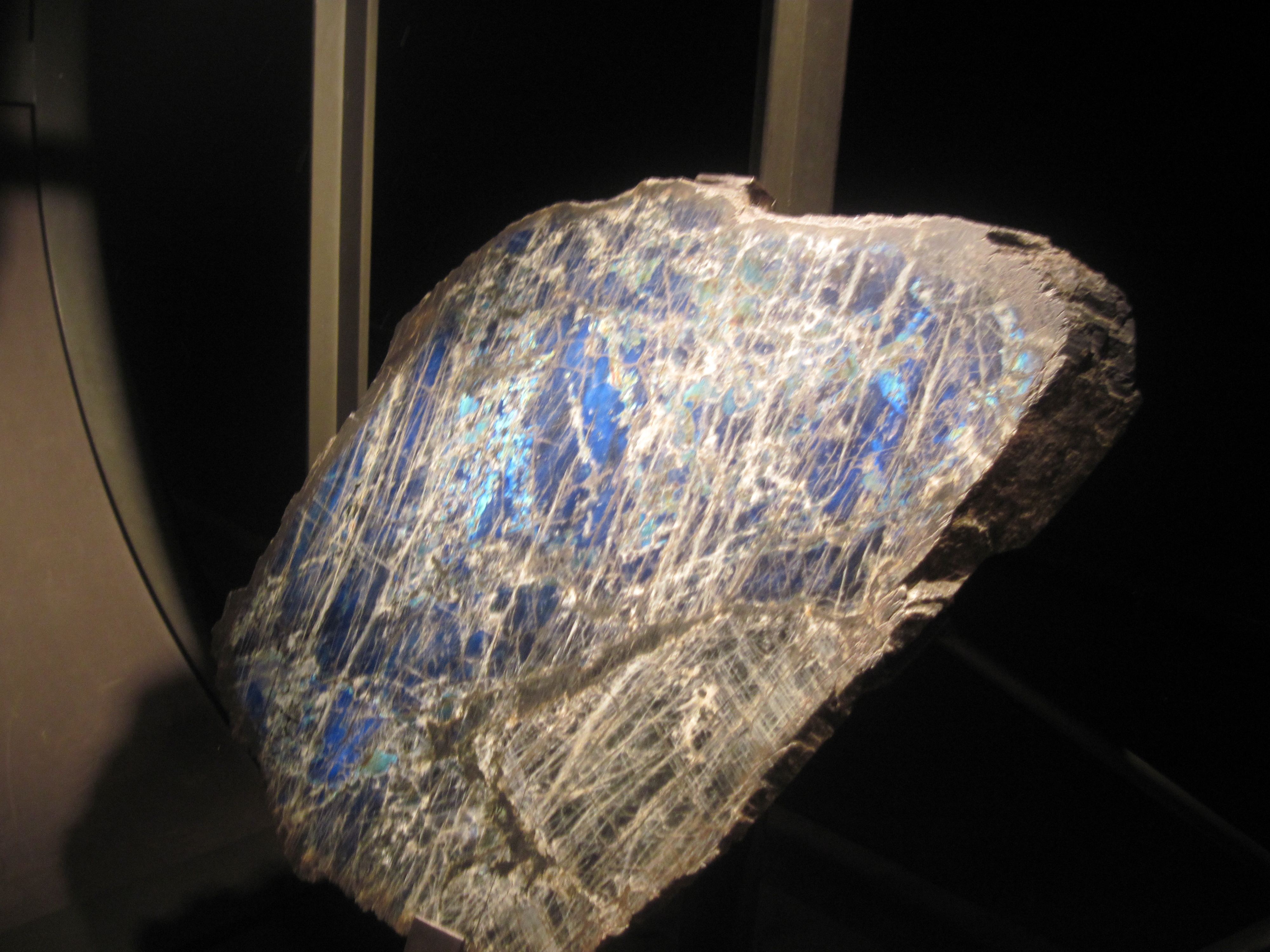
Mostra d'una labradorita.
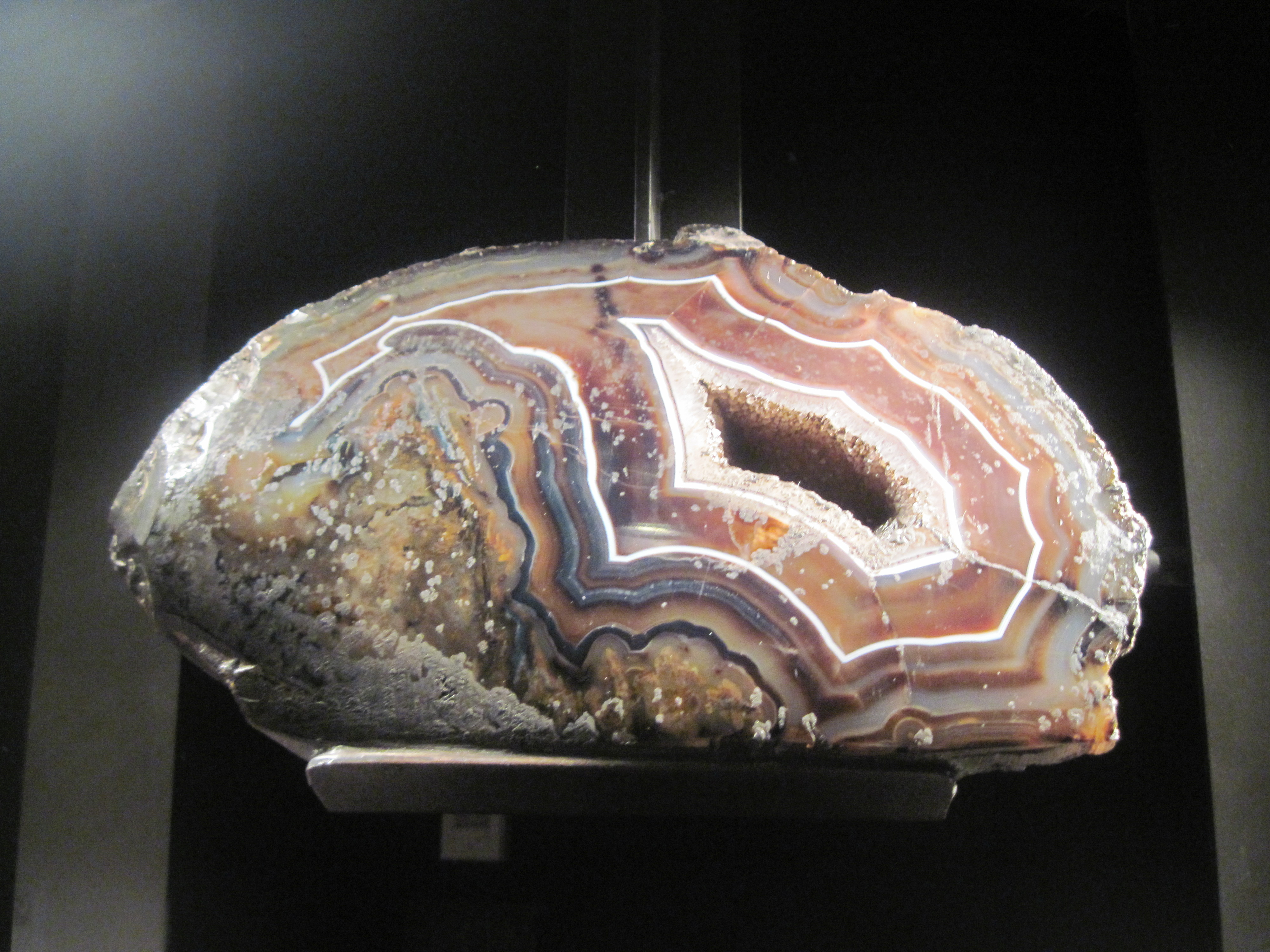
Mostra d'una àgata, geoda.
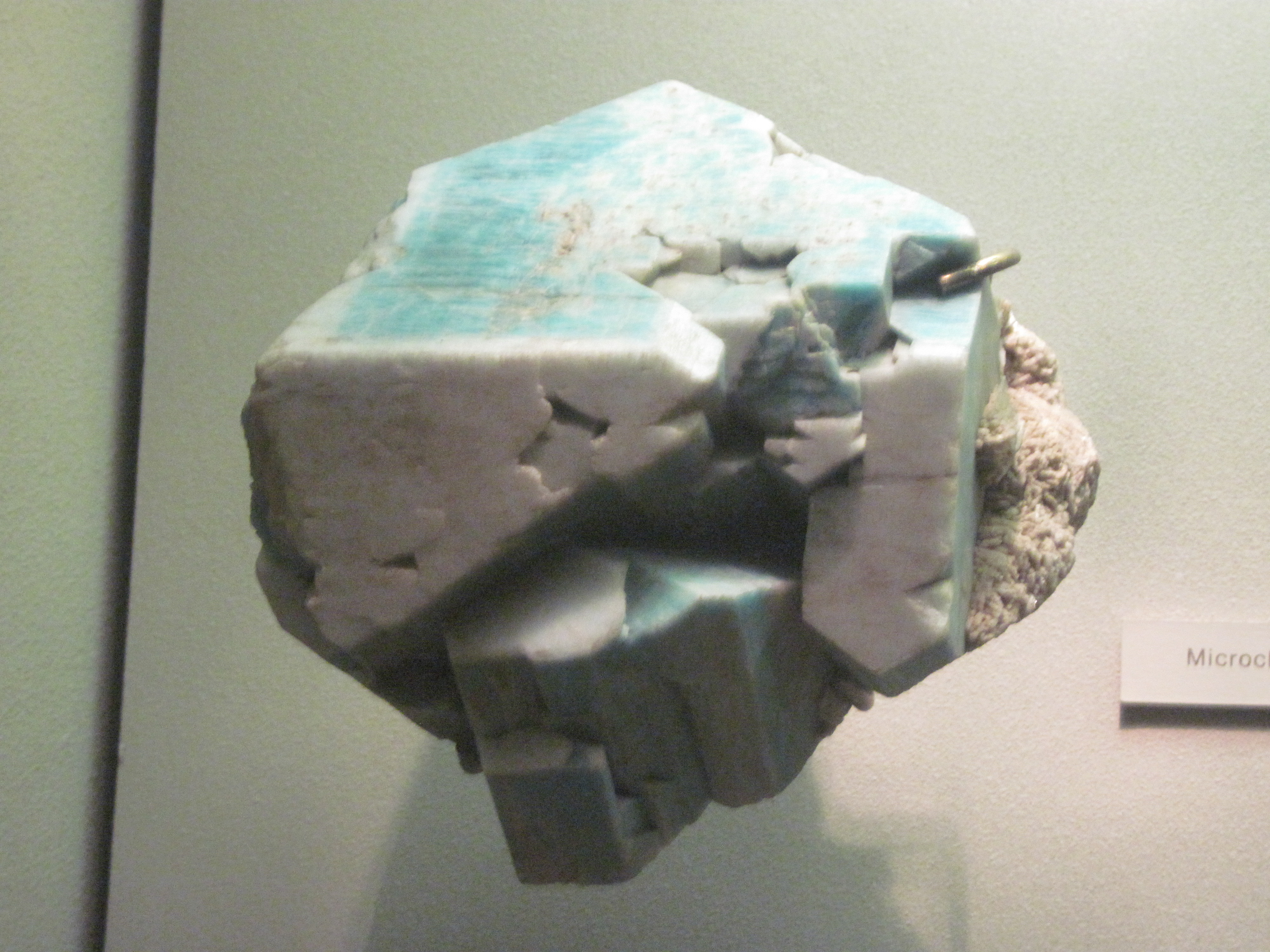
Mostra d'una microclina.
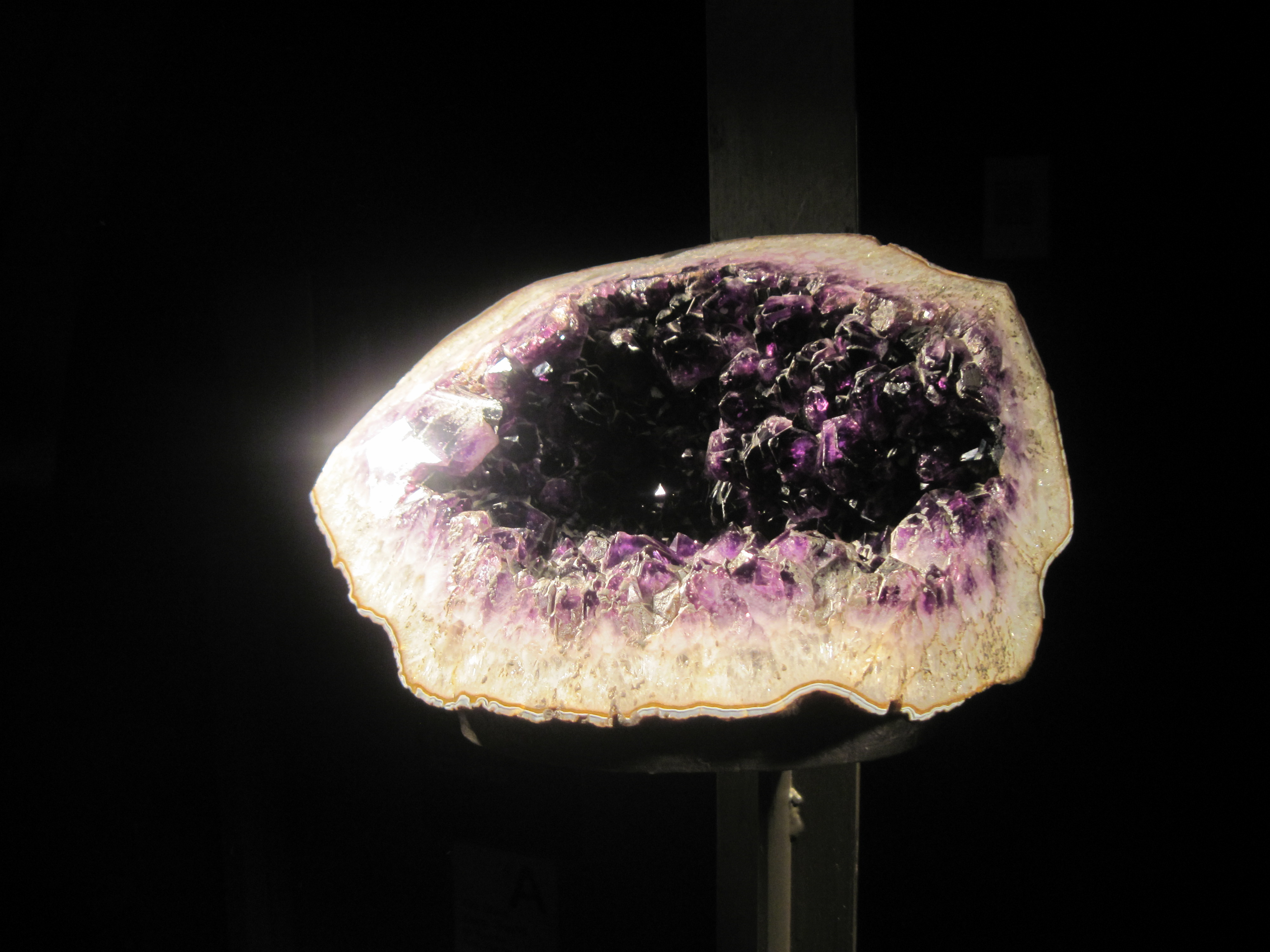
Mostra d'una ametista, geoda.

#### Sala del Planeta Terra David S. i Ruth L. Gottesman
La sala es troba al primer pis a l'angle nord-est del museu. Inaugurada el 1999, és una sala permanent dedicada a la història de la Terra, des de l'acreció fins a l'origen de la vida i l'impacte humà sobre el planeta. La sala va ser dissenyada per respondre a cinc preguntes clau: "Com ha evolucionat la Terra? Per què hi ha conques oceàniques, continents i muntanyes? Com llegeixen els científics les roques? Què causa el clima i el canvi climàtic? Per què la Terra és habitable?" La sala inclou roques i altres objectes recollits al llarg de 28 expedicions; la roca més antiga té un 4.300 milions d'anys, mentre que la més jove es va recollir d'un volcà el dia que es va solidificar. També hi ha un amfiteatre de 30 places fet de granit, amb un globus terraqüi, al centre de la sala.
Diverses seccions també expliquen temes com ara la geologia, la glaciologia, la meteorologia i la vulcanologia. L'exposició té diversos exemplars de grans roques que es poden tocar. La sala compta amb mostres sorprenents de ferro bandat i metaconglomerats, així com granits, gresos, laves i tres fumaroles hidrotermals. La secció nord de la sala, que s'ocupa principalment de la tectònica de plaques, està disposada per imitar l'estructura interna de la Terra, amb el nucli i el mantell al centre i les característiques de l'escorça al perímetre d'aquesta.

### Paleontologia

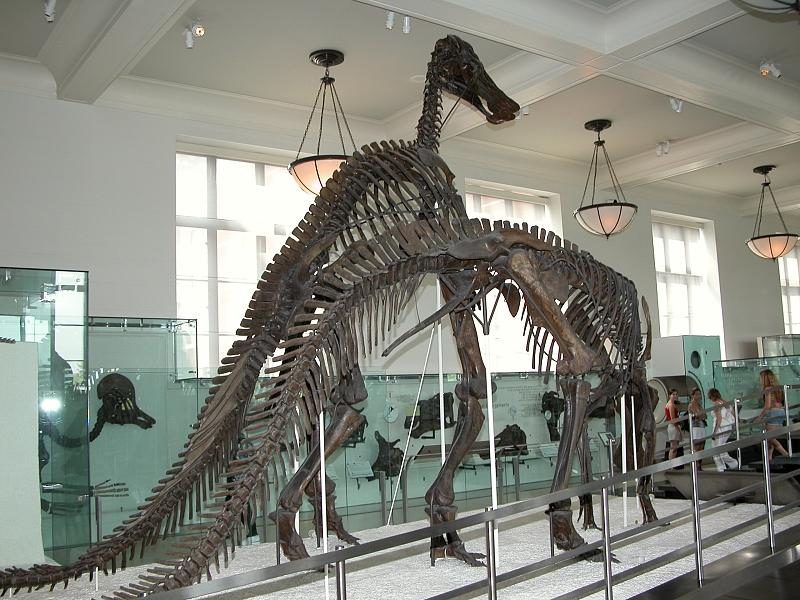
Fòssils dEdmontosaurus annectens

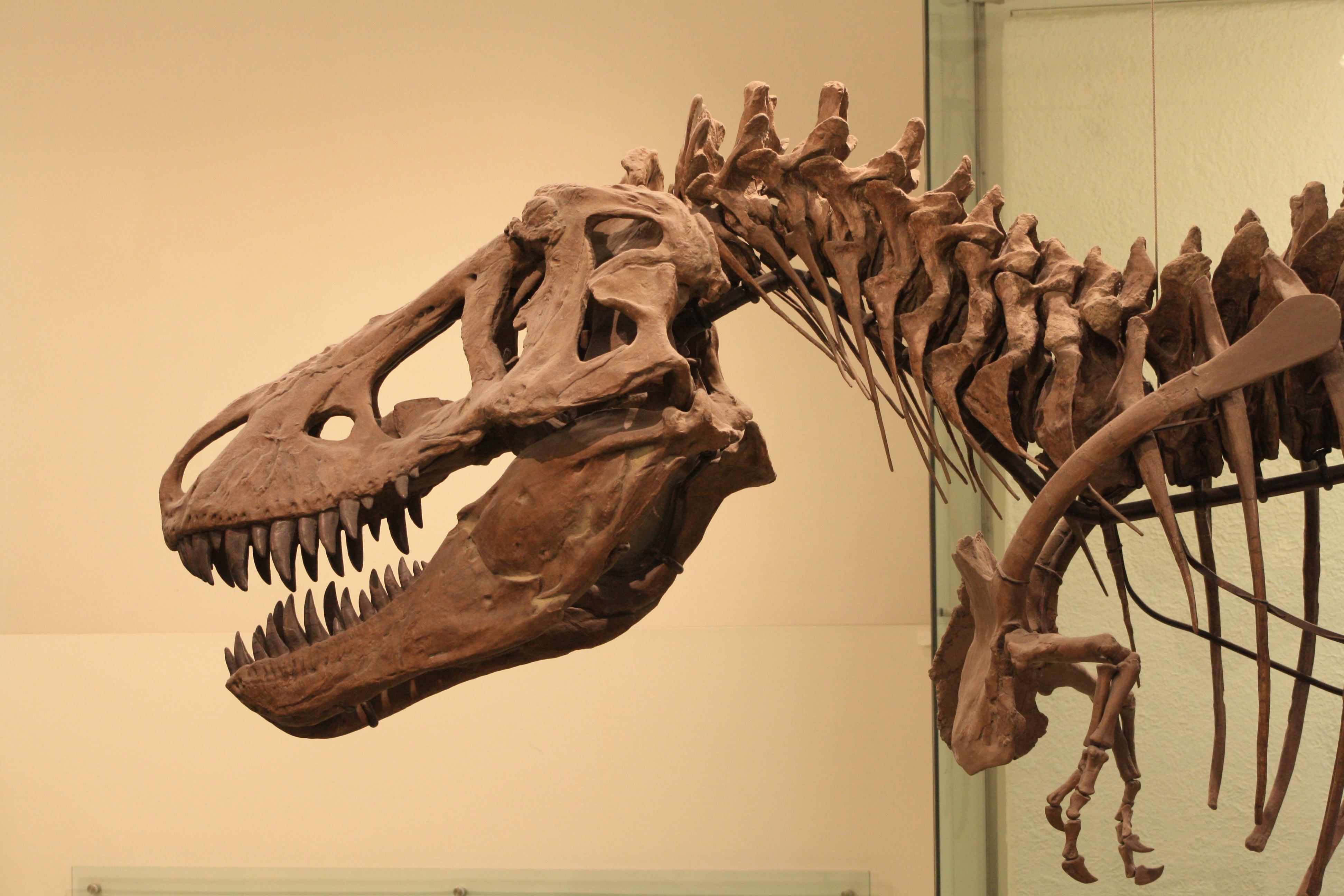
Crani d'un Tyrannosaurus rex.

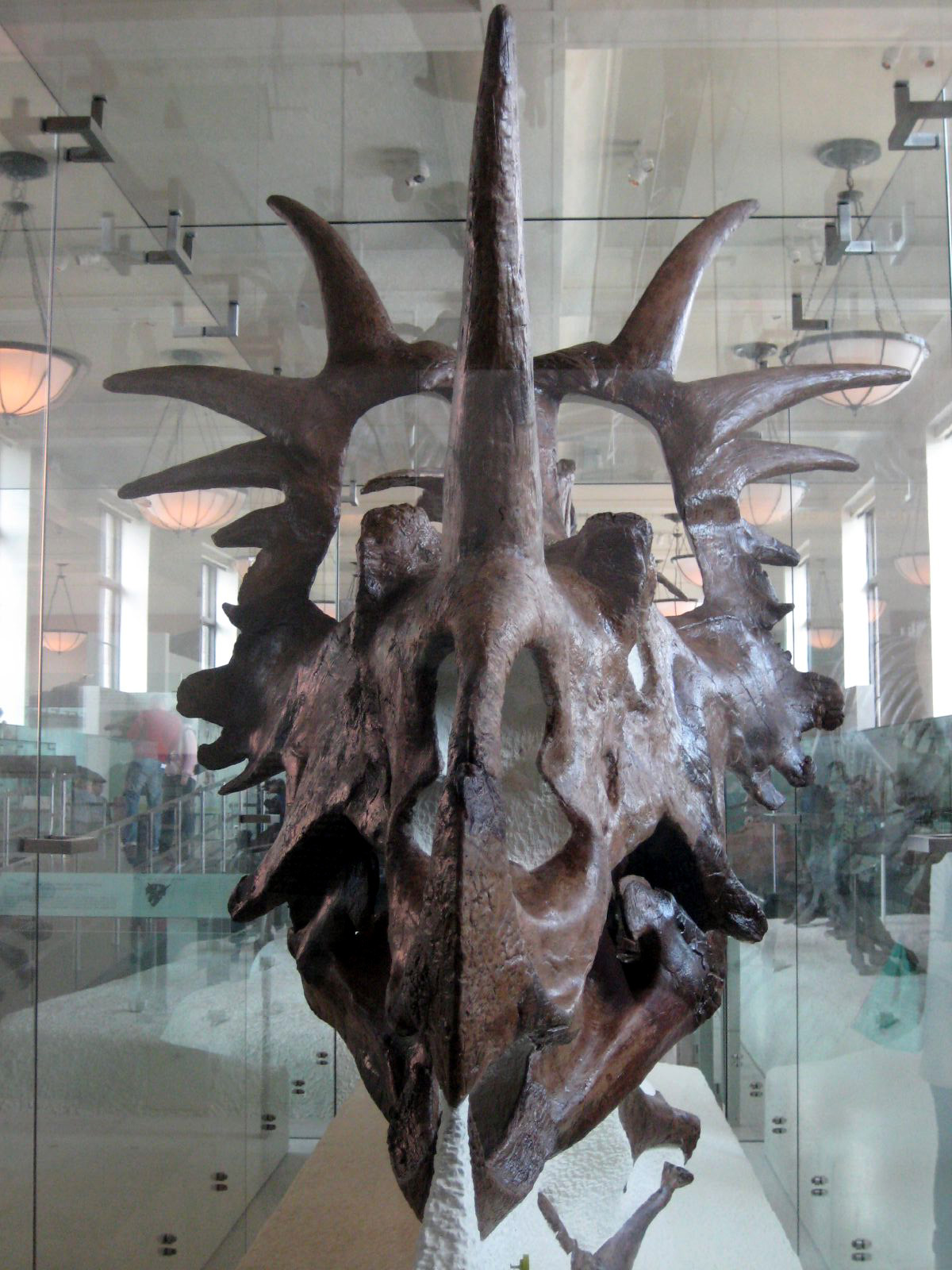
Crani d'un Estiracosaure (Styracosaurus albertensis)

#### Fons de col·lecció
La majoria de les col·leccions de fòssils de mamífers i dinosaures del museu romanen amagades a la vista del públic i es guarden en dipòsits del complex del museu. La instal·lació d'emmagatzematge més important entre aquestes és l'edifici Childs Frick de deu pisos, que va començar la construcció el 1969 i es va acabar el 1973. Quan es va completar l'edifici Frick, la col·lecció de fòssils del museu era la col·lecció d'aquest tipus més gran del món, amb un pes de 600 tones curtes. Els tres pisos superiors de l'edifici Frick contenen laboratoris i oficines.
Altres zones del museu també contenen dipòsits del fons de col·lecció com són la sala d'emmagatzematge d'ossos de balena en la que baixen potents cabrestants del sostre per moure els ossos fòssils gegants, o l'àtic del museu que inclou la sala de l'elefant, la de volta d'ullal i la de volta de senglar que es troben a la planta baixa de l'àtic.

#### Col·lecció pública
Les grans col·leccions de fòssils obertes al públic ocupen tot el quart pis del museu. A les exposicions del quart pis s'accedeix al Centre d'Orientació Miriam i Ira D. Wallach, que es va obrir el 1996. Al costat del carrer 77 del museu, el visitant comença al Centre d'Orientació i segueix un camí acuradament marcat, que el porta per un arbre de la vida evolutiu. A mesura que l'arbre es va ramificant al visitant se li presenten les relacions familiars entre vertebrats, anomenades cladogrames. Una projecció de vídeo a la quarta planta del museu introdueix els visitants en aquest concepte.
Molts dels fòssils exposats representen peces úniques i històriques que es van recollir durant l'època daurada de les expedicions del museu (dècada de 1880-1930). A menor escala, les expedicions continuen fins avui dia i han donat lloc a peces procedents del Vietnam, Madagascar, Amèrica del Sud i Àfrica central i oriental.

#### Sales
La primera sala de dinosaures es va obrir el 1905. La 4a planta inclou les següents sales:[265]
- Sala dels Orígens dels Vertebrats.
- Sala dels dinosaures Saurisquis (Es caracteritzen pel fet que tenen el pubis en la mateixa direcció que la d'un llangardaix, cap endavant. es consideren els precursors de l'ocell modern)[221]
- Sala dels dinosaures Ornitisquis (coneguts com a dinosaures amb pelvis d'ocell)
- Sala dels Mamífers Primitius.
- Sala dels Mamífers Avançats.

Les sales dels dinosaures es van tancar temporalment per renovació a partir de 1990. Les primeres sales a reobrir van ser les dels mamífers primitius i dels mamífers avançats, part de l'ala de mamífers Lila Acheson Wallace i els seus parents extints, que es va obrir el 1994. Les Sales dels Dinosaures Saurisquis i Ornitisquis es van reobrir el 1995 com a part d'una expansió de 12 milions de dòlars. La sala dels Orígens dels Vertebrats es va obrir el 1996.

#### Fòssils exposats
Els fòssils exposats inclouen:
- Tiranosaure (Tyrannosaurus rex): compost gairebé íntegrament per ossos fòssils reals, està muntat en una postura horitzontal d'aguait equilibrat sobre potes poderoses. En realitat, l'exemplar està compost per ossos fòssils de dos esquelets de T. rex descoberts a Montana el 1902 i el 1908 pel famós caçador de dinosaures Barnum Brown.[226]
- Mamut (Mammuthus): més grans que el seu parent el mamut llanut, aquests fòssils són d'un animal que va viure fa 11.000 anys a Indiana.[227]
- Apatosaure (Apatosaurus): Aquest exemplar gegant va ser descobert a finals del segle XIX. Tot i que la majoria dels seus ossos fòssils són originals, el crani no ho és, ja que no se'n va trobar cap al lloc. L'esquelet es compon principalment de l'exemplar AMNH 460, així com dels exemplars AMNH 222, AMNH 339, AMNH 592 i motlles de l'holotip Brontosaurus excelsus YPM 1980.[228][229] Va ser només molts anys més tard que es va descobrir el primer crani d'Apatosaure, i així es va fer un motlle de guix d'aquest crani i es va col·locar a l'esquelet del museu. Fins el moment s'havia utilitzat per error un crani d'un camarasaure fins que es va trobar un crani correcte.[230] No està del tot segur si aquest exemplar és un apatosaure o un brontosaure i, per tant, es considera un "apatosaure no identificat".[229]
- Brontops: mamífer extint llunyanament emparentat amb el cavall i el rinoceront. Va viure fa 35 milions d'anys a l'actual Dakota del Sud. Destaca pel seu magnífic i inusual parell de banyes.[231]
- Un esquelet d'Edmontosaurus annectens, un gran dinosaure ornitòpode herbívor. L'exemplar és un exemple d'un fòssil de dinosaure "momificat" en el qual les impressions del teixit tou i de la pell estaven incrustades a la roca circumdant. L'exemplar està muntat tal com es va trobar, estirat de costat amb les potes enlairades i el cap cap enrere.[232]
- Un fòssil d'ammonoïdeu de 80 milions d'anys i 61 cm de diàmetre, compost íntegrament d'ammolita. Neil Landman, conservador d'invertebrats fòssils, va explicar que els amonits (mol·luscs cefalòpodes amb closca de la subclasse Ammonoidea) es van extingir fa 66 milions d'anys, en l'Extinció del Cretaci-Paleogen, el mateix esdeveniment d'extinció dels dinosaures no aviaris. Korite International va donar el fòssil després del seu descobriment a Alberta, Canadà.[233]
- Un esquelet d'un Al·losaure recuperant el cadàver d'un apatosaure basat en fòssils trobats a la pedrera Bone Cabin, Wyoming, conservant grans marques de mossegada a les vèrtebres de l'apatosaure.[234][235]
- L'únic crani conegut d'Andrewsarchus mongoliensis.[236]
- Una mostra de diverses espècies de peresosos terrestres com Megalocnus rodens, Scelidotherium cuvieri, Megalonyx wheatleyi i Glossotherium robustus.
- També s'exhibeixen un Triceratop (Triceratops) i un Estegosaure (Stegosaurus), entre molts altres exemplars.

### Centre Rose per a la Terra i l'Espai

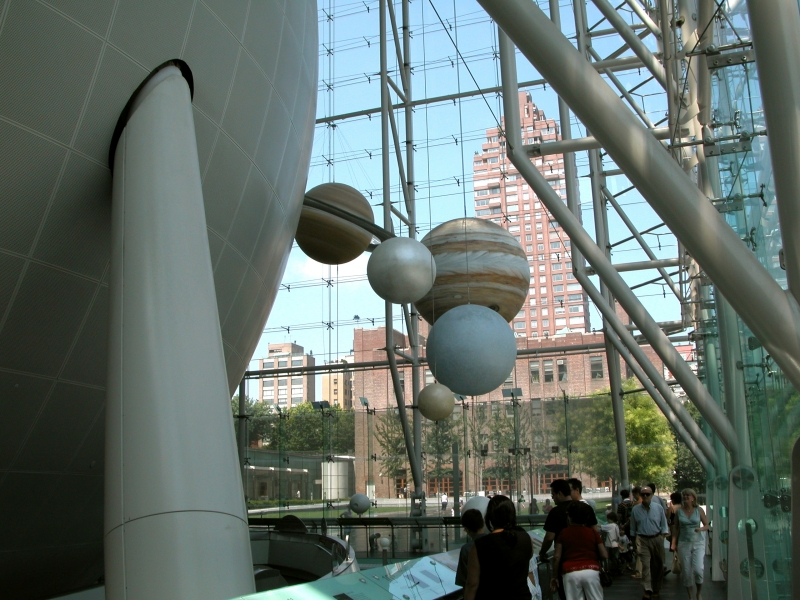
Centre Rose per a la Terra i l'Espai.

El Planetari Hayden, connectat amb el museu, ara forma part del Centre Rose per a la Terra i l'Espai al costat nord del museu. El Planetari Hayden original es va fundar el 1933 amb una donació del filantrop Charles Hayden, i es va obrir el 1935. El museu va anunciar el modern Centre a principis de 1995, i la demolició de l'antic va començar el mateix any.
El Centre, de nom complet "Frederick Phineas i Sandra Priest Rose per a la Terra i l'Espai", es va completar l'any 2000 amb un cost de 210 milions de dòlars. Dissenyat per James Stewart Polshek, el nou edifici consta d'un cub de vidre de sis pisos d'alçada que tanca una esfera il·luminada de 27 m de diàmetre que sembla flotar, tot i que en realitat està recolzada per treballs d'armadura. Polshek s'ha referit a la seva obra com una "catedral còsmica". L'esfera es coneix com el Teatre de l'Espai.
La instal·lació inclou 30.980 m2 d'espai d'investigació, educació i exposició, així com el planetari Hayden. També a les instal·lacions hi ha el Departament d'Astrofísica, el departament d'investigació acadèmica més del museu. Neil deGrasse Tyson és el director del Planetari Hayden. A més, Polshek va dissenyar el Weston Pavilion de 170 m2, una estructura transparent de 13 m d'alçada de vidre "blanc d'aigua" al llarg de la façana oest del museu. Aquesta estructura, una petita peça acompanyant del Centre Rose, ofereix una nova via d'entrada al museu a més d'obrir un espai d'exposició addicional per a objectes relacionats astronòmicament. El camí còsmic de Heilbrun és una de les exposicions més populars del Centre.

### Centre Richard Gilder per a la Ciència, l'Educació i la Innovació

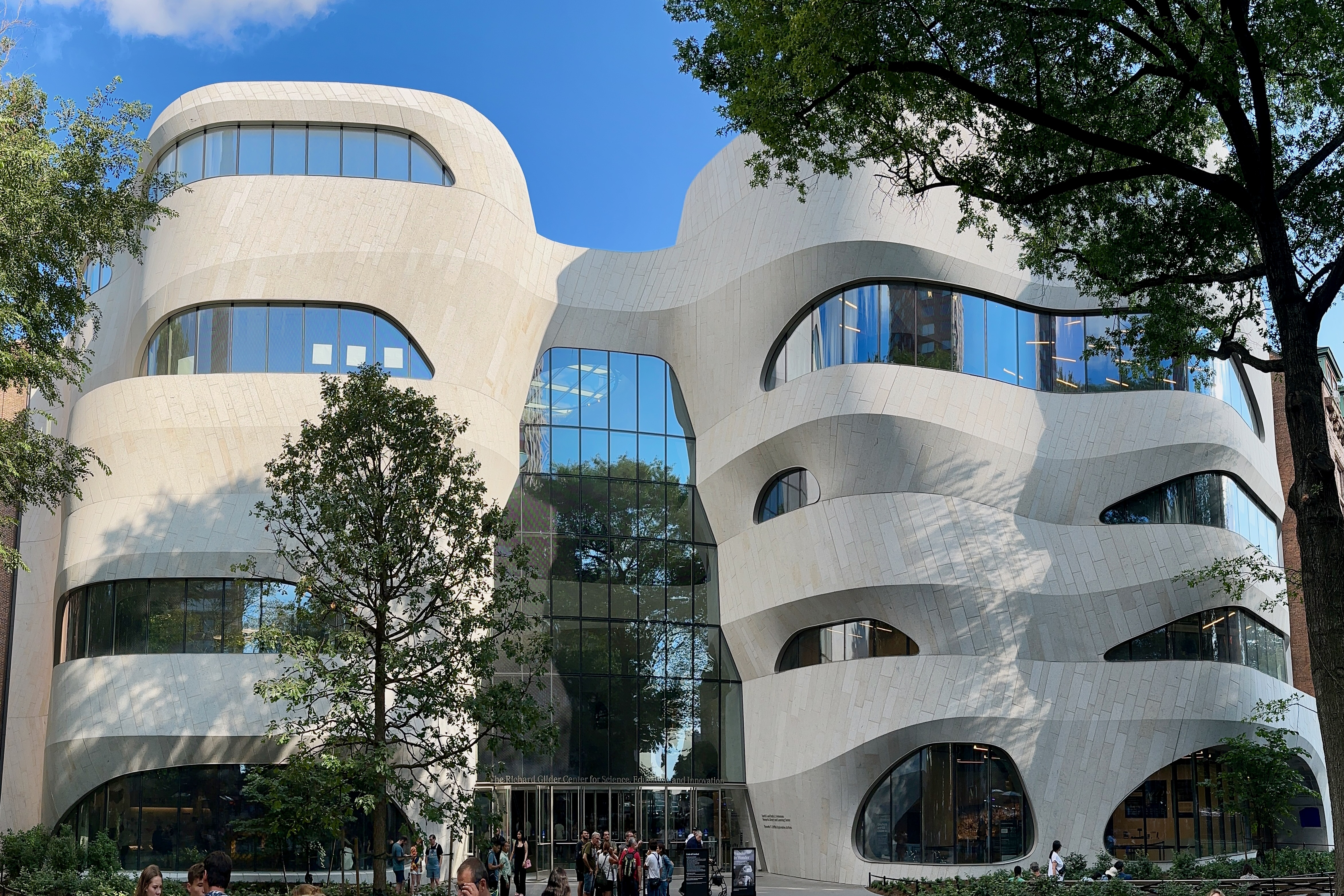
Centre Richard Gilder

Dissenyat per Studio Gang i els arquitectes paisatgistes Reed Hilderbrand, el Centre Richard Gilder per a la Ciència, l'Educació i la Innovació es va obrir el maig de 2023. L'addició de 21.367 metres quadrats inclou sis pisos sobre el terra i un per sota. El Centre Gilder dona la benvinguda als visitants amb una entrada accessible a l'avinguda Columbus que connecta amb l'atri central de cinc pisos i crea més de 30 connexions amb el museu existent. L'arquitectura de l'atri està informada per processos naturals com el moviment del vent i l'aigua que configuren els paisatges geològics. Per aconseguir la forma visual contínua, l'atri es construeix amb formigó projectat. La façana curvilínia contrasta amb les estructures anteriors del gòtic alt victorià, el romànic richardsonià i l'estil Belles arts, però el seu revestiment de granit Milford pink és la mateixa pedra que s'utilitza al costat oest del Museu.
El centre Richard Gilder acull noves àrees d'exposició i exhibició dedicades als insectes, com ara un insectari i un vivàrium de papallones, on els visitants poden caminar entre centenars d'exemplars vius mentre revolotegen en un entorn tropical exuberant. També inclou una estructura d'emmagatzematge visible que allotja i exposa exemplars científics; una biblioteca de recerca ampliada; aules i àrees d'educació, i laboratoris. Un altre element permanent és una experiència immersiva de vídeo i interactiva anomenada "Mons invisibles" que se centra en les connexions vitals, sovint difícils de veure, que donen suport a la vida, com ara l'activació de les neurones cerebrals, l'intercanvi de nutrients i aigua entre les arrels dels arbres, i el món microscòpic del plàncton als ecosistemes oceànics.
Originalment se suposava que aquesta expansió es realitzaria al nord del museu existent, ocupant part del parc Theodore Roosevelt. Però l'ampliació es va traslladar al costat oest del museu existent, ies va reduir de mida, degut a l'oposició a la construcció al parc. L'annex va substituir tres edificis existents al llarg del costat est de l'avinguda Columbus.

## Voltants del museu
El museu es troba al carrer 79 i Central Park West. Hi ha una entrada directa al museu des de l'estació 81st Street–Museum of Natural History del metro de Nova York, utilitzada pels trens de les rutes B i C.
En un pedestal a l'exterior de l'entrada de l'avinguda Columbus del museu hi ha una càpsula del temps d'acer inoxidable, que es va crear després d'un concurs de disseny que va guanyar Santiago Calatrava. La càpsula es va segellar a principis de l'any 2000, per marcar l'inici del 3r mil·lenni. Està previst que la càpsula s'obrirà l'any 3000.
El museu es troba dins un parc urbà d'uns 69.000 m2 conegut com a Theodore Roosevelt Park que s'estén des de Central Park West fins a l'avinguda Columbus, i dels carrers West 77 a 81 i que conté bancs, jardins i també un parc per a gosos. Al costat oest del parc, entre els carrers 80 i 81 prop de l'avinguda Columbus, hi ha el Monument Nobel, un obelisc en honor als guanyadors del Premi Nobel dels Estats Units d'Amèrica.

## El museu en la cultura popular
- La pel·lícula d'animació de 1914 Gertie the Dinosaur es va ambientar al museu.
- A la pel·lícula txecoslovaca de 1955, Cesta do pravěku, (literalment "Viatge a la prehistòria"), els quatre nois acaben el seu viatge en un banc dins de l'entrada del carrer 77 del museu, sota l'exposició del rai en el qual havien viscut la seva aventura.
- La trama de la pel·lícula de 1993 We're Back! A Dinosaur's Story gira al voltant del museu, amb els quatre dinosaures finalment arribant al museu.
- A la comèdia de situació Friends, el personatge de Ross Geller treballa al museu des de 1994 fins que és acomiadat el 1999. A l'episodi de 1996 "The One Where Ross and Rachel... You Know", Ross i Rachel Grenn tenen sexe en una de les exposicions.
- Amb el nom de "Museu d'Història natural de Nova York" és l'escenari de moltes novel·les de Douglas Preston i Lincoln Child, com són "Relic" (1995), "Reliquary" (1997), "The Cabinet of Curiosities" (2002), i "The Book of the Dead" (2007). Preston va ser director de publicacions al museu abans d'emprendre la carrera d'escriptor de ficció.
- Va ser l'escenari de la novel·la de 1970 The Great Dinosaur Robbery de David Forrest, però no va aparèixer a l'adaptació cinematogràfica One of Our Dinosaurs Is Missing, que es va ambientar al Museu d'Història Natural de Londres, Regne Unit.
- La pel·lícula del 2005 Una història de Brooklyn pren el seu nom original del diorama "The Squid and the Whale" que mostra un calamar gegant i un catxalot a la Sala de la Vida oceànica del museu. El diorama es mostra a l'escena final de la pel·lícula.
- El museu de la pel·lícula Night at the Museum de 2006 es basa en un llibre de 1993 ambientat al mateix museu anomenat "The Night at the Museum". Les escenes interiors es van rodar en un escenari de so a Vancouver, Canadà, però les fotografies exteriors de la façana del museu es van fer al museu real. Els treballadors del museu van atribuït a la pel·lícula l'augment del nombre de visitants durant la temporada de vacances del 2006 gairebé un 20%.[252] Les seves seqüeles, Night at the Museum: Battle of the Smithsonian del 2009 i Night at the Museum: Secret of the Tomb del 2014, també es van ambientar parcialment en el museu.
- Una gran part de la pel·lícula Wonderstruck del 2017 té lloc al museu, mostrant el museu l'any 1927 així com el 1977.[253]
- Els personatges principals de la novel·la gràfica Roaming del 2023 visiten el museu.
- Ha aparegut repetidament als llibres de l'autora de fantasia fosca Caitlín Rebekah Kiernan.